# Groenlàndia
Groenlàndia o bé Grenlàndia (Kalaallit Nunaat en groenlandès; Grønland en danès) és un país constituent del Regne de Dinamarca, situat entre l'oceà Àrtic i l'oceà Atlàntic, a l'est de les illes àrtiques del Canadà. Groenlàndia pertany geogràficament a l'Amèrica del Nord, tot i que geopolíticament pertany a Europa. Aquesta gran illa ha estat estretament lligada a Europa (especialment a Noruega i després a Dinamarca) durant més d'un mil·lenni, tant políticament com culturalment. La capital és Nuuk.
El territori de Groenlàndia està format per l'illa principal del mateix nom, que és la més gran del món, i per un centenar d'illes menors al seu voltant, amb una superfície total d'uns 2.175.600 km². Engir del 84% de l'illa és coberta per la glacera continental groenlandesa, és a dir uns 1.834.000 km². Es tracta de l'única àrea del món coberta permanent de gel fora de l'Antàrtida.
Hi ha hagut pobladors a Groenlàndia durant almenys 4.500 anys. Eren principalment pobles de l'Àrtida que emigraven provinents del Canadà. Els primers colons noruecs van arribar al sud de l'illa a principis del segle x. Els primers pobles inuit hi arribaren al segle xiii, mentre que les primeres colònies nòrdiques van desaparèixer a la darreria del segle xv. A principis del segle xviii Groenlàndia va restablir el contacte amb Escandinàvia, i des d'aleshores Dinamarca ha tingut la sobirania de l'illa. Després de centenars d'anys d'haver estat una colònia, va esdevenir un comtat danès el 5 de juny del 1953, arran d'una modificació de la constitució de Dinamarca. Va entrar a la Comunitat Econòmica Europea (CEE) el 1973, juntament amb la resta de Dinamarca, però en va sortir el 1985 com a conseqüència d'un referèndum celebrat aquell any. Groenlàndia va ampliar la seva autonomia l'1 de maig del 1979, i un referèndum celebrat el 2008 els resultats del qual van entrar en vigor el 21 de juny del 2009 va ampliar-la encara més; tant és així que avui dia només són competències del govern danès els afers exteriors i la defensa de Groenlàndia.
Amb una població de 56.370 habitants (2013), Groenlàndia és el país amb la densitat de població més baixa del món. La majoria dels seus habitants són inuits (88%), però també hi ha una notable minoria d'origen europeu (12%), principalment danès, que es concentra sobretot a la capital i les poblacions més grans. Els idiomes de Groenlàndia són el groenlandès, l'únic idioma oficial que és parlat per la majoria de la població; el danès, que es concentra sobretot a Nuuk i les poblacions principals; i altres llengües esquimals relacionades amb el groenlandès, com l'inuktun. a Segons el Grup de l'Atlàntic Nord del Parlament de Dinamarca, hi ha 18.563 groenlandesos de fins a tercera generació a la Dinamarca continental.
Un estudi publicat a la revista Nature el 10 de desembre de 2019 va indicar que les previsions que s'havien fet fins llavors subestimaven la pujada del nivell del mar a causa de la crisi climàtica, i que Groenlàndia es fonia més de pressa del que es pensava. Segons aquest treball, des del 1992 s'havien fos a l'illa 3,8 bilions de tones de gel, que havien contribuït en 10,6 mil·límetres a la pujada global de 81 mil·límetres del nivell del mar des d'aleshores. Una altra dada aportada era que el ritme de fusió s'havia multiplicat per més de 7, passant dels 33.000 milions de tones anuals de la dècada del 1990 als 254.000 milions de tones anuals dels darrers 10 anys.

## Etimologia
L'any 982 el mariner i explorador viking d'origen noruec Erik Thorvaldsson (950-1003), anomenat Eric el Roig pels nombrosos assassinats que causà a Islàndia, navegant cap a l'oest de Noruega descobrí una enorme illa que anomenà en nòrdic antic «Grœnland» (traduït com a «terra verda»). Si bé el sud de Grenlàndia, no cobert per glaceres, és verd durant l'estiu però a l'hivern queda altre cop glaçat. Aquesta denominació segurament fou una pretensió per a atreure colons, ja que l'illa de la qual Erik procedia, Islàndia, (significa 'terra de gel'), tenia més vegetació que Grenlàndia.
El nom del país en groenlandès és Kalaallit Nunaat ("terra dels Kalaallit"). Els kalaallit són els indígenes inuit groenlandesos que habiten la regió occidental del país.

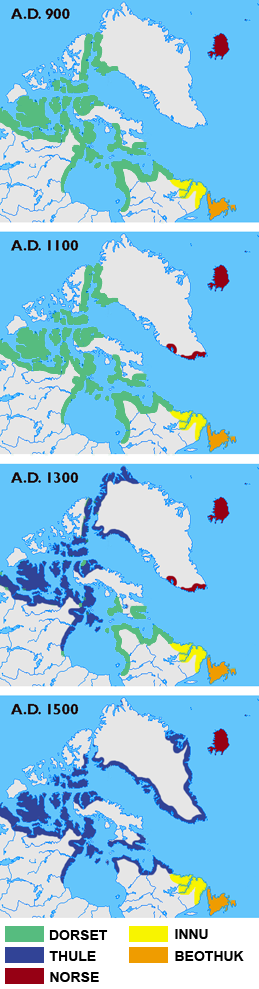
Mapes que mostren les diferents cultures presents a Groenlàndia, Labrador, Terranova i les illes àrtiques canadenques als anys 900, 1100, 1300 i 1500. Verd: cultura Dorset; blau: cultura Thule; vermell: cultura nòrdica; groc: Innu; taronja: Beothuk.

## Història
Article principal: Història de Groenlàndia

### Les primeres cultures paleoesquimals
En temps prehistòrics, Groenlàndia va albergar successives cultures paleoesquimals conegudes principalment a través de troballes arqueològiques. Es creu que la primera entrada dels paleoesquimals a Groenlàndia va tenir lloc cap al 2500 aC. Des de l'any 2500 aC fins a l'any 800 aC, el sud i l'oest de Groenlàndia van ser habitats per la cultura Saqqaq. La majoria de troballes de les restes arqueològiques de l'època de Saqqaq han estat al voltant de la badia de Disko, incloent el llogaret de Saqqaq, que duu el nom d'aquesta cultura.
Del 2400 aC fins al 1300 aC va existir la cultura Independència I al nord de Groenlàndia, que formava part de la tradició de l'eina petita de l'Àrtida. Les poblacions, inclosa Deltaterrasserne, van començar a aparèixer.
Al voltant de l'any 800 aC, la cultura Saqqaq va desaparèixer, en el moment que van sorgir la primera cultura Dorset a la Groenlàndia occidental i la cultura Independència II al nord de Groenlàndia. La cultura de Dorset va ser la primera cultura que s'estenia per les zones costaneres de Groenlàndia, tant a la costa occidental com a l'oriental. Va durar fins a l'aparició de la cultura de Thule el 1500 dC. La població de la cultura de Dorset va viure principalment de la caça de balenes i rens.

### L'assentament nòrdic

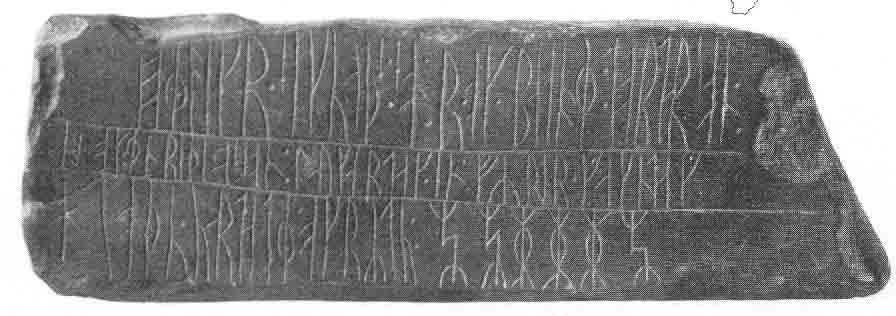
Pedra rúnica de Kingittorsuaq, a l'illa de Kingittorsuaq (edat mitjana)

A partir del 986, islandesos i noruecs es van assentar a la costa oest de Groenlàndia, a través d'un contingent de 14 vaixells liderats per Eric el Roig. Van formar tres assentaments —coneguts com l'Assentament Oriental, l'Assentament Occidental i l'Assentament Mitjà— a la riba dels fiords a prop del cap situat més al sud-oest de l'illa. Van compartir l'illa amb els habitants de la darrera cultura Dorset, que ocupaven les parts del nord i de l'oest, i després amb la cultura de Thule que va entrar des del nord. Els groenlandesos nòrdics es van sotmetre al govern noruec al segle xiii sota l'Imperi noruec. Posteriorment, el Regne de Noruega va entrar en una unió personal amb Dinamarca el 1380, i a partir del 1397 va ser part de la Unió de Kalmar.
Els assentaments nòrdics, com Brattahlíð, van prosperar durant segles però van desaparèixer en algun moment del segle xv, potser a l'inici de la petita Edat de Gel. A part d'algunes inscripcions rúniques, no hi ha registres ni historiografia contemporània que sobrevisqui dels assentaments nòrdics. Les sagues medievals noruegues i les obres històriques esmenten l'economia de Groenlàndia, així com els bisbes de Gardar i la col·lecció de delmes. Un capítol del Konungs skuggsjá (el Mirall del Rei) descriu les exportacions i importacions de la Groenlàndia nòrdica, així com el cultiu de cereals.
La història de la saga islandesa de la vida a Groenlàndia es va compondre a partir del segle xiii, i no constitueix fonts primàries de la història dels primers nòrdics de Groenlàndia.
Per tant, la comprensió moderna depèn en gran manera de les dades físiques dels jaciments arqueològics. La interpretació de les dades del testimoni de gel i les closques de cloïsses suggereix que, entre el 800 i el 1300, les regions al voltant dels fiords del sud de Groenlàndia van experimentar un clima relativament suau amb diversos graus centígrads més del normal a l'Atlàntic Nord, amb arbres i plantes herbàcies en creixement i cria de bestiar. L'ordi creixia i es collia fins al paral·lel 70. El que és verificable és que els nuclis de gel indiquen que Groenlàndia ha tingut canvis dramàtics de temperatura moltes vegades durant els darrers 100.000 anys. De la mateixa manera, el llibre dels assentaments islandesos recorda la fam durant els hiverns, en què "els vells i indefensos van ser assassinats i llançats pels penya-segats".

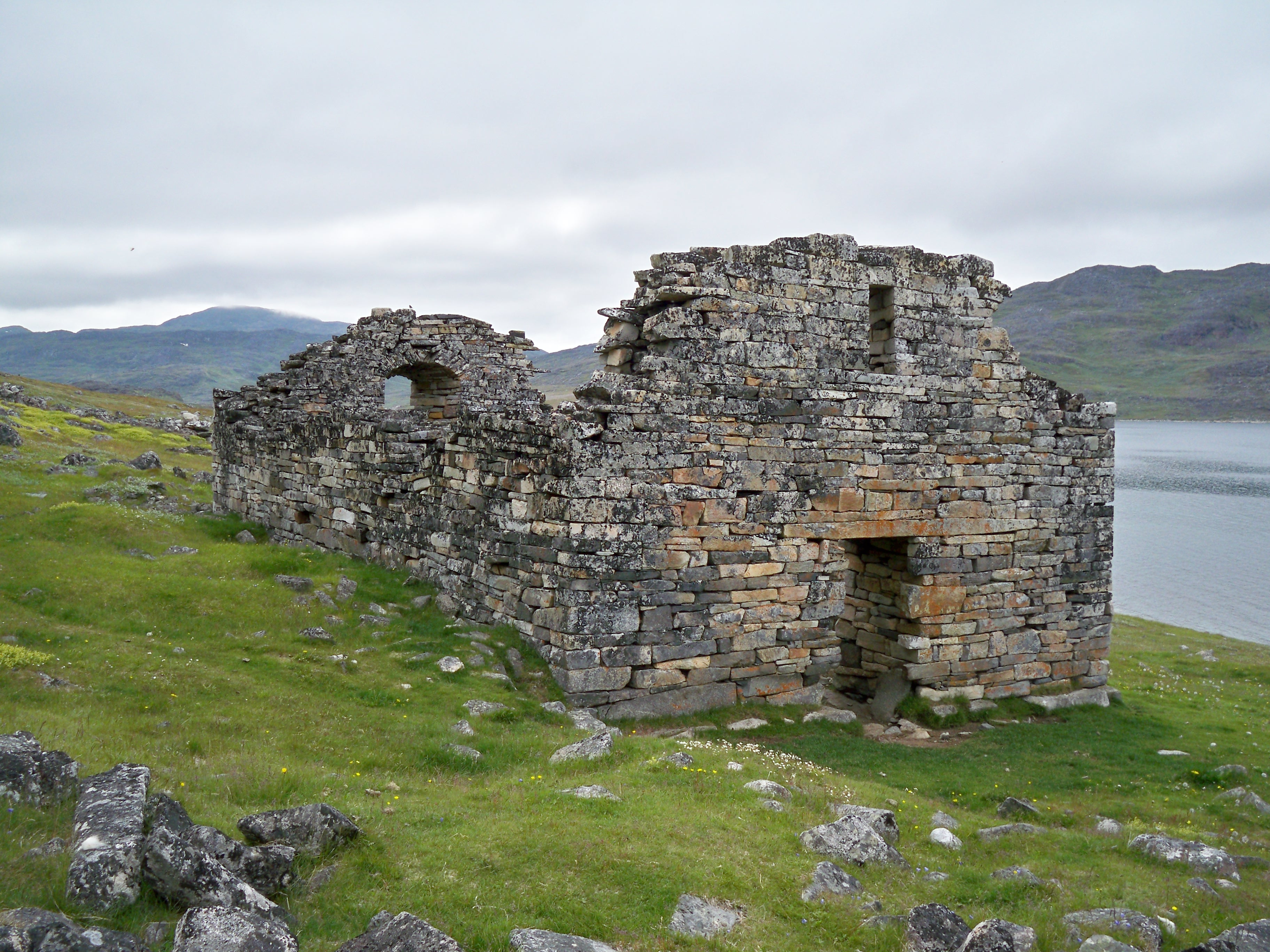
Una de les darreres mencions escrites contemporànies dels groenlandesos nòrdics registra un matrimoni que va tenir lloc el 1408 a l'església de Hvalsey, avui les restes nòrdiques més ben conservades de Groenlàndia.

Aquests assentaments islandesos van desaparèixer durant els segles xiv i xv. La caiguda de la colonització occidental coincideix amb una disminució de les temperatures d'estiu i hivern. Un estudi sobre la variabilitat estacional de la temperatura de l'Atlàntic Nord durant la petita Edat de Gel va mostrar una disminució significativa de les temperatures màximes estivals que va començar a finals del segle xiii fins a principis del segle xiv, que eren d'entre 6 a 8 °C, temperatures més baixes que les actuals. L'estudi també va descobrir que les temperatures hivernals més baixes dels últims 2000 anys es van produir a finals del segle xiv i principis del segle xv. L'Assentament Oriental probablement va ser abandonat a principis del segle xv, durant aquest període fred.
Les teories derivades de les excavacions arqueològiques a Herjolfsnes durant la dècada del 1920 suggereixen que la condició dels ossos humans d'aquest període indiquen que la població nòrdica estava malnodrida, potser a causa de l'erosió del sòl derivada de la destrucció de la vegetació natural per part pels nòrdics en el curs de l'agricultura, la tala de gespa i la tala de boscos. La desnutrició també pot haver estat a causa de morts generalitzades a causa de la pesta pandèmica; la disminució de les temperatures durant la Petita Edat de Gel; i els conflictes armats amb els Skrælings (paraula nòrdica per als inuit). El 1379, els inuit van atacar l'Assentament Oriental, van matar divuit homes i van capturar dos nens i una dona. Estudis arqueològics recents qüestionen una mica el supòsit general que la colonització nòrdica tingués un dramàtic efecte ambiental negatiu sobre la vegetació. Les dades donen suport a les empremtes d'una possible estratègia d'esmena dels sòls nòrdics. L'evidència més recent suggereix que els nòrdics, que mai van arribar a més de 2.500, van abandonar de mica en mica els assentaments de Groenlàndia durant el 1400 quan el vori de morsa, l'exportació més valuosa de Groenlàndia, va baixar de preu a causa de la competència amb altres fonts que oferien millor marfil, i que hi va haver poca evidència de fam o dificultats.
S'han proposat altres teories sobre la desaparició de l'assentament noruec;
1. Falta de suport de la pàtria.[34]
2. Els saquejadors portats per vaixells (com ara els pirates bascos, anglesos o alemanys) podrien haver saquejat i desplaçat els groenlandesos nòrdics enlloc dels Skrælings.[38]
3. Són "víctimes d'un pensament amagat i d'una societat jeràrquica dominada per l'Església i els propietaris de terres més grans. En reticència a veure's com a europeus, els groenlandesos no van adoptar el tipus de roba que els inuit van emprar com a protecció contra el fred i la humitat o no van utilitzar cap dels estris de caça esquimals."[4]

### La cultura Thule (1300 - present)
Els thule són els únics avantpassats de la població autòctona actual de Groenlàndia, car no s'han trobat gens dels paleoesquimals. El Poble thule va emigrar cap a l'est de l'àrea coneguda actualment com a Alaska al voltant del 1000, i va arribar a Groenlàndia cap al 1300. La cultura de Thule va ser la primera a introduir a Groenlàndia innovacions tecnològiques com trineus de gossos i arpons alternatius.

### 1500-1814
L'any 1500 el rei Manuel I de Portugal va enviar a Gaspar Corte-Real a Groenlàndia a la recerca d'un pas del nord-oest cap a l'Àsia que, segons el Tractat de Tordesillas, formava part de l'esfera d'influència de Portugal. En 1501, Corte-Real va tornar amb el seu germà, Miguel Corte-Real. En trobar el mar congelat, es van dirigir al sud i van arribar a Labrador i Terranova. Després de la tornada dels germans a Portugal, la informació cartogràfica subministrada per Corte-Real va ser incorporada a un nou mapa del món que va ser presentat a Hèrcules I d'Este, duc de Ferrara, a càrrec d'Alberto Cantino el 1502. El planisferi de Cantino, fet a Lisboa, mostra amb precisió la costa sud de Groenlàndia.
Entre els anys 1605 i 1607, el rei Cristià IV de Dinamarca va enviar una sèrie d'expedicions a les vies fluvials de Groenlàndia i l'Àrtida per localitzar el perdut Assentament oriental nòrdic i afirmar la sobirania danesa sobre Groenlàndia. Les expedicions no van tenir èxit, d'una banda a causa dels líders que no tenien experiència en el difícil gel de l'oceà àrtic i les condicions climatològiques, i de l'altra perquè els líders de l'expedició rebien instruccions per cercar l'Assentament oriental a la costa est de Groenlàndia, al nord del Cap Farvel, que és gairebé inaccessible a causa del gel a la deriva del sud. El pilot en els tres viatges va ser l'explorador anglès James Hall.

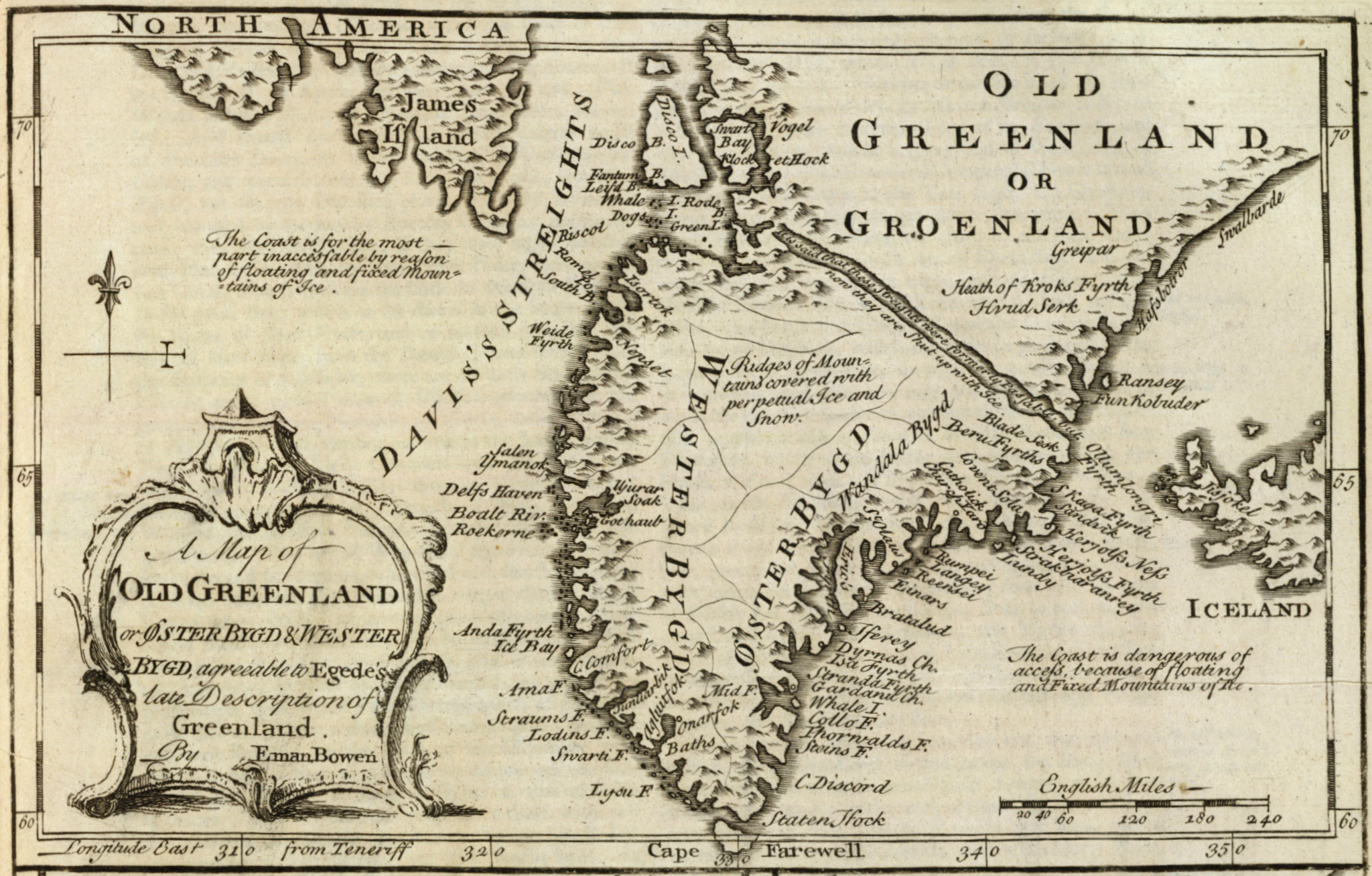
Un mapa del 1747 basat en les descripcions i conceptes erronis d'Egede

Després que els assentaments nòrdics quedessin deshabitats, l'àrea va quedar sota el control de facto de diversos grups inuit, però el govern danès mai va oblidar o va renunciar a les reclamacions a Groenlàndia que havia heretat dels nòrdics. Quan va tornar a establir contacte amb Groenlàndia a principi del segle xviii, Dinamarca va imposar la seva sobirania sobre l'illa. En 1721, va ser enviada una expedició mercantil i clerical conjunta dirigida pel missioner dano-noruec Hans Egede a Groenlàndia, sense saber si hi havia una civilització nòrdica. Aquesta expedició forma part de la colonització dano-noruega de les Amèriques. Després de 15 anys a Groenlàndia, Hans Egede va deixar el seu fill Paul Egede a càrrec de la missió i va tornar a Dinamarca, on va establir un Seminari de Groenlàndia. Aquesta nova colònia es va centrar a Godthåb ("Bona Esperança") a la costa sud-oest. A poc a poc, Groenlàndia es va obrir als mercaders danesos i es va tancar als d'altres països.

### Del Tractat de Kiel a la Segona Guerra Mundial

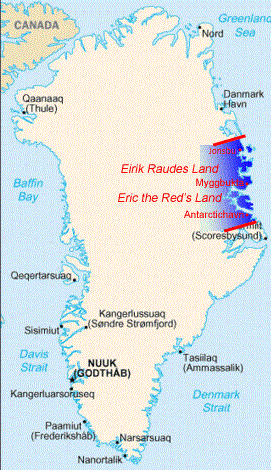
La Terra d'Eric el Roig

Quan la unió entre les corones de Dinamarca i Noruega va ser dissolta el 1814, el Tractat de Kiel va deixar les antigues colònies de Noruega sota el control del monarca danès. Noruega va ocupar llavors una zona deshabitada de l'est de Groenlàndia com a Terra d'Eric el Roig al juliol de 1931, afirmant que constituïa terra nullius. Noruega i Dinamarca van acordar presentar la qüestió el 1933 a la Cort Permanent de Justícia Internacional, que va sentenciar contra Noruega.
La connexió de Groenlàndia amb Dinamarca va ser tallada el 9 d'abril de 1940, a principis de la Segona Guerra Mundial, després que Dinamarca fos ocupada per l'Alemanya nazi. El 8 d'abril de 1941, els Estats Units van ocupar Groenlàndia per defensar-la d'una possible invasió d'Alemanya. L'ocupació nord-americana de Groenlàndia va continuar fins al 1945. Groenlàndia va poder comprar mercaderies dels Estats Units i el Canadà venent criolita de la mina d'Ivittuut. Les principals bases aèries van ser Bluie West-1 a Narsarsuaq i Bluie West-8 a Søndre Strømfjord (Kangerlussuaq), les quals encara es fan servir com a principals aeroports internacionals de Groenlàndia. Bluie era el nom del codi militar de Groenlàndia.
Durant aquesta guerra, el sistema de govern va canviar: el governador Eske Brun va governar l'illa sota una llei del 1925 que permetia als governadors prendre el control del territori sota circumstàncies extremes; El governador Aksel Svane va ser transferit als Estats Units per liderar la comissió per subministrar Groenlàndia. La patrulla danesa de Sirius va custodiar les costes nord-orientals de Groenlàndia el 1942 utilitzant trineus de gossos. Van detectar diverses estacions meteorològiques alemanyes i van alertar a les tropes nord-americanes, que van destruir les instal·lacions. Després de la caiguda del Tercer Reich, Albert Speer va considerar breument escapar-se mitjançant un petit avió per tal d'amagar-se a Groenlàndia, però va canviar d'opinió i va decidir lliurar-se a les Forces Armades dels Estats Units.
Groenlàndia havia estat una societat protegida i molt aïllada fins al 1940. El govern danès havia mantingut un estricte monopoli del comerç de Groenlàndia, permetent només petites escalades amb baleners escocesos. En canvi, durant Groenlàndia va desenvolupar un sentit d'autosuficiència mitjançant l'autogovern i la comunicació independent amb el món exterior.s. Malgrat aquest canvi, l'any 1946 una comissió que incloïa el més alt consell groenlandès, el Landsrådene, va recomanar paciència i no una reforma radical del sistema. Dos anys més tard es va iniciar el primer pas cap a un canvi de govern en establir una gran comissió. El 1950 es va presentar un informe final (G-50): Groenlàndia seria un estat del benestar modern amb Dinamarca com a patrocinador i exemple. El 1953 Groenlàndia es va convertir en una part igual del Regne danès, mentre que se'ls va concedir l'autonomia el 1979.

### Autonomia i govern propi

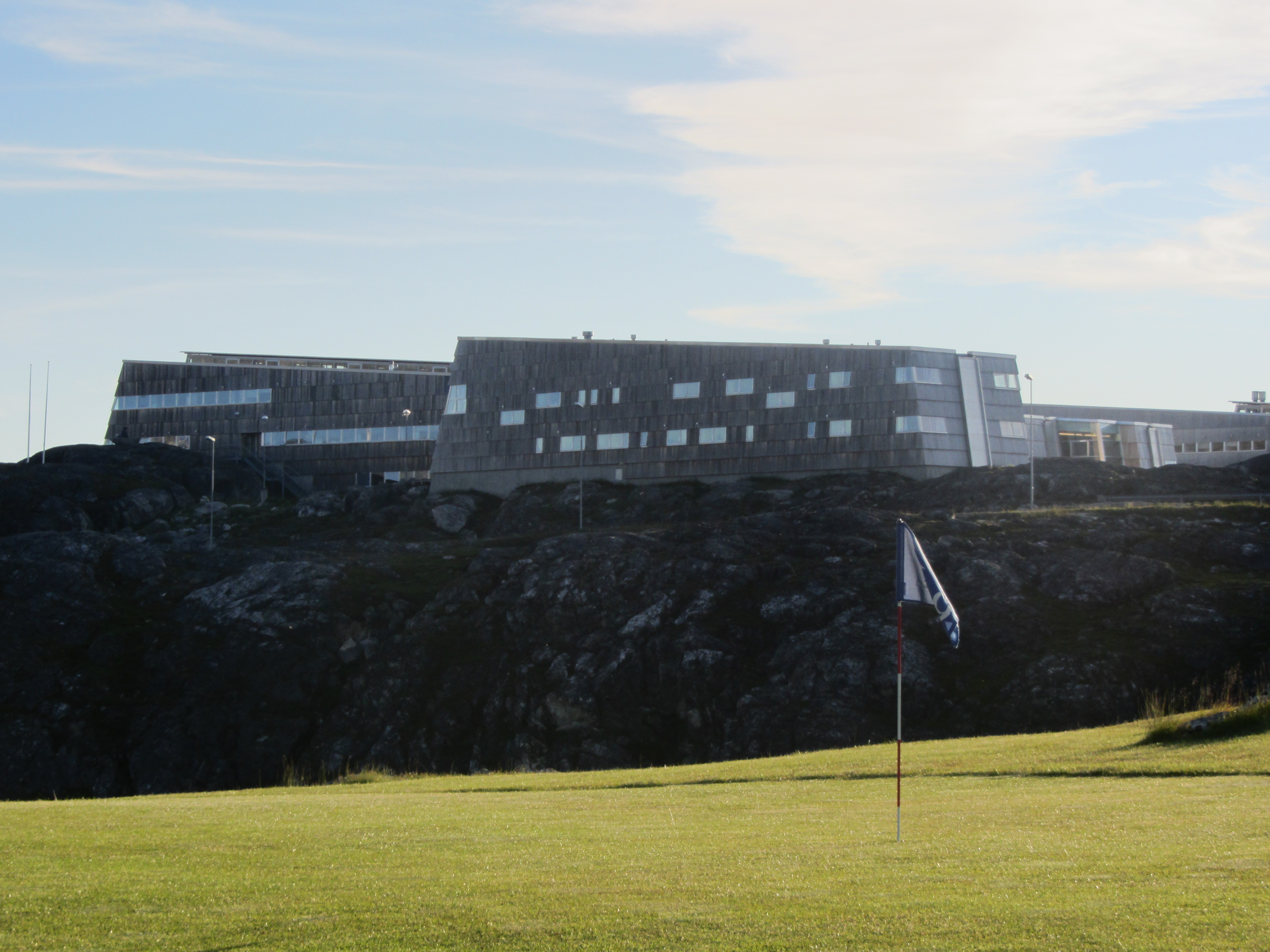
L'ortografia i el vocabulari de l'idioma groenlandès són regides per l'Oqaasileriffik, la secretaria lingüística groenlandesa, situada a lIlimmarfik Universitat de Groenlàndia, Nuuk.

Després de la Segona Guerra Mundial, els Estats Units van desenvolupar un interès geopolític a Groenlàndia, i el 1946 els Estats Units van oferir comprar l'illa a Dinamarca per un valor de 100 milions de dòlars, però Dinamarca es va negar a vendre-la. Al segle xxi, els Estats Units, segons Wikileaks, segueixen estant molt interessats a invertir en la base de recursos de Groenlàndia i a explotar hidrocarburs a la costa de Groenlàndia.
El 1950 Dinamarca va acordar que els Estats Units restablissin la base aèria de Thule a Groenlàndia; va ser àmpliament expandida entre el 1951 i el 1953 com a part d'una estratègia unificada de defensa de la Guerra Freda de l'OTAN. La població local de tres pobles propers es va traslladar a més de 100 quilòmetres a l'hivern. Els Estats Units van intentar construir una xarxa subterrània de llançament de míssils nuclears secrets a la capa de gel de Groenlàndia, en l'anomenat Projecte Iceworm. Va dirigir aquest projecte des de Camp Century del 1960 fins al 1966, quan el va abandonar per inviable. El govern danès no va prendre consciència de la missió del programa fins al 1997, quan la va descobrir mentre buscava registres relacionats amb el xoc d'un bombarder B-52 equipat amb armes nuclears a Thule el 1968.
Amb la constitució danesa del 1953, l'estat colonial de Groenlàndia va acabar quan l'illa va ser incorporada al regne danès com a amt (comtat). La ciutadania danesa va ser estesa als groenlandesos. Les polítiques daneses cap a Groenlàndia van consistir en una estratègia d'assimilació cultural —o de dano-groenlandització. Durant aquest període, el govern danès va promoure l'ús exclusiu de la llengua danesa en afers oficials i va exigir als groenlandesos d'anar a Dinamarca per a l'educació post-secundària. Molts nens de Groenlàndia van créixer en internats del sud de Dinamarca i van perdre els vincles culturals amb Groenlàndia. Tot i que les polítiques "van tenir èxit" en el sentit que els groenlandesos van deixar de ser principalment caçadors de subsistència a ser assalariats urbanitzats, l'elit de Groenlàndia va començar a reafirmar la seva identitat cultural. Es va desenvolupar un moviment a favor de la independència, que va arribar al seu apogeu en la dècada de 1970. Com a conseqüència de les complicacions polítiques en relació amb l'entrada de Dinamarca a la Comunitat Europea l'any 1972, Dinamarca va començar a cercar un estatut diferenciat per a Groenlàndia, resultant en la Llei d'autonomia del 1979.
Aquesta llei va donar a Groenlàndia una autonomia limitada amb parlament propi, que té el control d'algunes polítiques internes, mentre que el Parlament de Dinamarca va mantenir el control total de les polítiques externes, la seguretat i els recursos naturals. La llei va entrar en vigor l'1 de maig de 1979. La reina de Dinamarca, Margarita II, continua sent la cap d'Estat de Groenlàndia. El 1985, Groenlàndia va abandonar la Comunitat Econòmica Europea (CEE) en assolir l'autogestió, ja que no estava d'acord amb les normes comercials de la CEE quant a la pesca i una prohibició de la CEE sobre els productes de la pell de pinnípede. Els votants de Groenlàndia van votar a favor en un referèndum sobre una autonomia més gran el 25 de novembre de 2008.
El 21 de juny de 2009, Groenlàndia es va guanyar l'autogovern en assumir la responsabilitat de l'autogovern dels assumptes judicials, la policia i els recursos naturals. A més, els groenlandesos van ser reconeguts com a persones separades en virtut del dret internacional. Dinamarca manté el control de les qüestions d'afers exteriors i de defensa. Dinamarca continua concedint 3,2 bilions de corones daneses anuals, però a mesura que Groenlàndia obtingui els ingressos dels seus recursos naturals, la subvenció es reduirà gradualment. En general, aquest autogovern es considera un pas cap a la possible independència total de Dinamarca. El groenlandès es va declarar única llengua oficial de Groenlàndia en la cerimònia històrica.

## Geografia i clima

Mapa de Groenlàndia sobre la classificació climàtica de Köppen

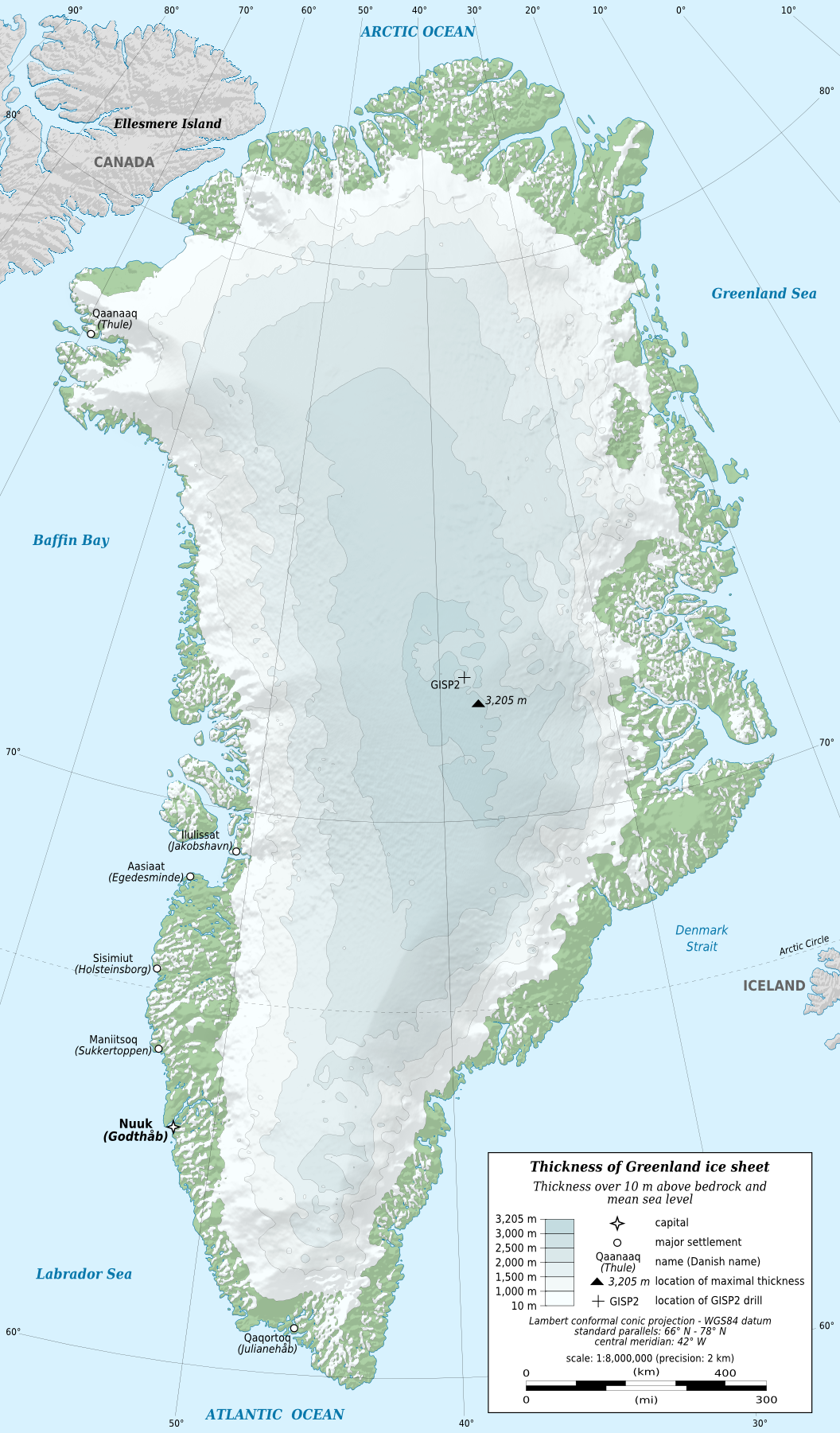
Mapa de Groenlàndia

Groenlàndia és l'illa no continental més gran del món i el tercer país més gran de l'Amèrica del Nord. Es troba entre les latituds 59° i 83 ° N, i les longituds 11° i 74° O. L'oceà Atlàntic banya el sud-est de Groenlàndia; el mar de Groenlàndia es troba a l'est; l'oceà Àrtic es troba al nord; i la badia de Baffin és a l'oest. Els països més propers són el Canadà, situat a l'oest i al sud-oest a través de la badia de Baffin, i Islàndia, ubicada a l'est de Groenlàndia a l'oceà Atlàntic. Groenlàndia també conté el parc nacional més gran del món, i és el territori dependent més gran del món, així com la quarta subdivisió estatal més gran del món, després de la República de Sakhà a Rússia, l'estat d'Austràlia Occidental a Austràlia i el krai de Krasnoiarsk a Rússia, i la més gran d'Amèrica del Nord.

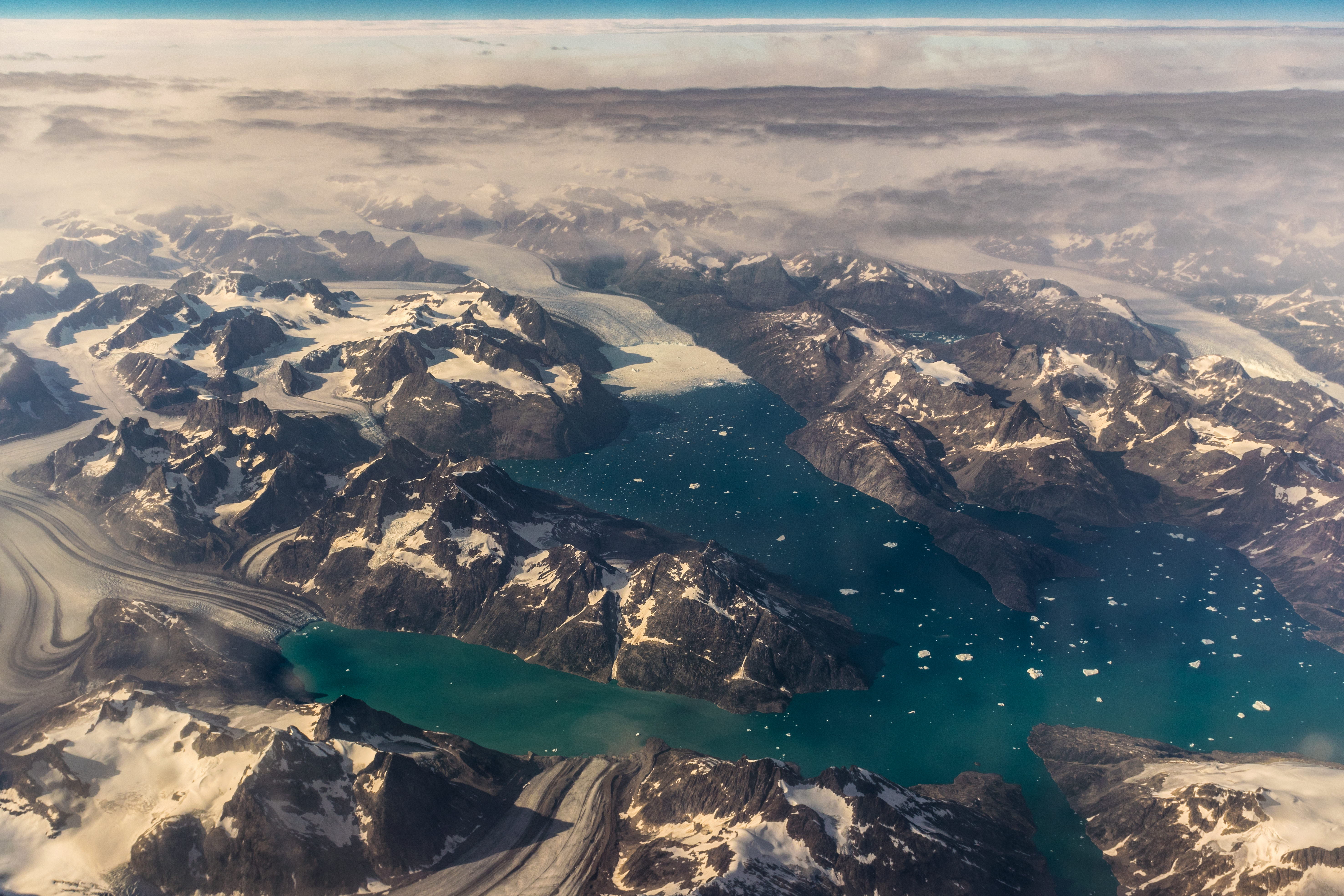
Costa sud-est de Groenlàndia

La temperatura mitjana diària de Nuuk, Groenlàndia, varia depenent de les estacions de -8 a 7 °C. La superfície total de Groenlàndia és de 2.166.086 km² (incloent altres illes menors a alta mar), dels quals el gel de Groenlàndia abasta 1.755.637 km² (81%) i té un volum aproximat de 2,850,000 km³. El punt més alt de Groenlàndia és el Gunnbjørn Fjeld a 3.700 m, que es troba a les muntanyes Watkins (serralada de l'est de Groenlàndia). La major part de Groenlàndia, però, és a menys de 1.500 m d'altitud.
El pes de la capa de gel ha deprimit l'àrea central del sòl per formar una conca que s'estén més de 300 m per sota del nivell del mar, mentre que les elevacions augmenten sobtada i abruptament a la costa. El gel descendeix generalment a la costa des del centre de l'illa. Un estudi encapçalat pel científic francès Paul-Emile Victor el 1951 va concloure que, sota la capa de gel, Groenlàndia es compon de tres grans illes. Això està discutit, però si fos així, estarien separades per estrets estrets, arribant al mar al fiord d'Ilulissat, al Gran Canyó de Groenlàndia i al sud de Nordostrundingen.
Totes les poblacions i assentaments de Groenlàndia estan situades al llarg de la costa lliure de gel, i la població es concentra al llarg de la costa oest. La part nord-est de Groenlàndia no forma part de cap municipi, sinó que és l'indret del parc nacional més gran del món, el Parc Nacional del Nord-est de Groenlàndia.
L'any 2013 es va descobrir, mitjançant l'anàlisi d'ones de ràdio, que sota la capa de gel hi ha una gran canyó d'uns 750 km de llargada i fins a 800 metres de fondària (més gran que el Gran Canyó del Colorado) que va des del centre de l'illa fins al fiord Petermann La part de terra de Groenlàndia que no és sepultada sota el gel es troba a la costa.

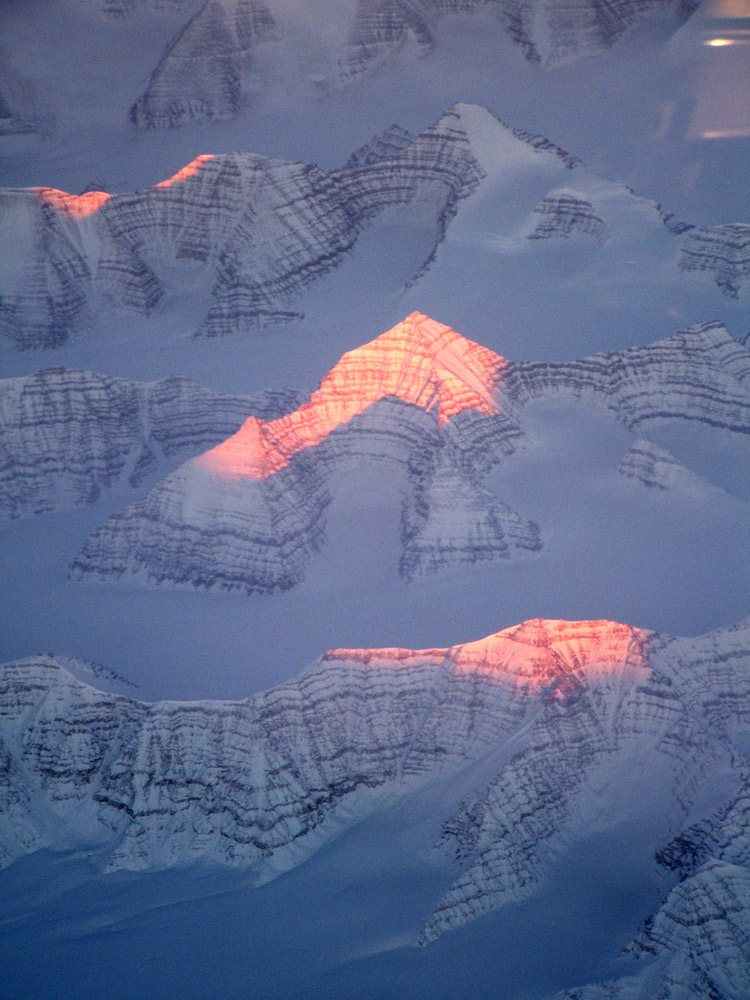
Vista de muntanyes de Groenlàndia des de l'aire

S'han establert com a mínim quatre estacions d'expedició científica i campaments a la part central de la capa de gel de Groenlàndia (indicada amb blau pàl·lid al mapa a la dreta): Eismitte, North Ice, el camp North GRIP i l'estació The Raven. Actualment hi ha una estació permanent sobre la capa de gel, Summit Camp, establerta el 1989. L'estació de ràdio Jørgen Brønlund Fjord va ser, fins a 1950, l'estació permanent més avançada situada més al nord del món.

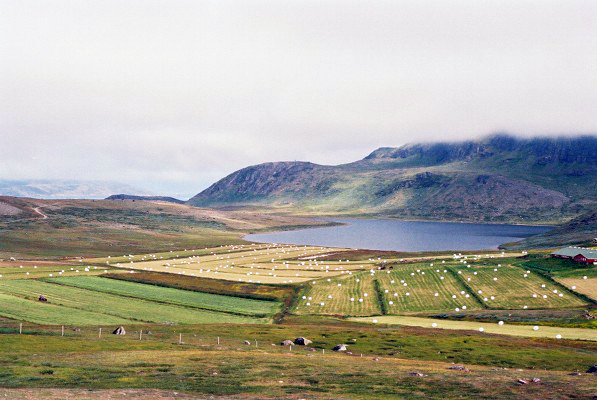
El sud de Groenlàndia fa honor al seu, ja que a l'estiu és realment una terra (land) verda (grøn). L'agricultura hi prospera amb moltes granges i verdures exuberants, en contrast amb el món gelat i estèril que cobreix gran part de Groenlàndia. Collita del fenc a Igaliku, Kujalleq.

L'extrem nord de Groenlàndia, Peary Land, no està cobert per una capa de gel, ja que l'aire és massa sec perquè pugui nevar-hi, fet essencial en la producció i manteniment d'una capa de gel. Si la capa de gel de Groenlàndia es desfés completament, el nivell del mar mundial augmentaria més de 7 m.
Entre el 1989 i el 1993, investigadors climàtics americans i europeus van cavar a la cimera de la capa de gel de Groenlàndia, obtenint un parell de testimonis de gel de 3 km. L'anàlisi de la capa i la composició química dels testimonis han proporcionat un nou registre revolucionari del canvi climàtic a l'hemisferi nord que es remunta al voltant de 100.000 anys i il·lustren que el clima del món sovint ha canviat ràpidament des d'un estat aparentment estable a un altre, amb àmplies conseqüències a escala mundial. Les glaceres de Groenlàndia també contribueixen a augmentar el nivell del mar a un ritme més ràpid del que prèviament es creia. Entre el 1991 i el 2004, el control del clima en un assentament (Swiss Camp) va mostrar que la temperatura mitjana hivernal havia augmentat gairebé 6 °C. Una altra investigació ha demostrat que les grans nevades de l'oscil·lació de l'Atlàntic Nord van provocar que l'interior de la capa de gel s'espessís en una mitjana de 6 cm entre el 1994 i el 2005. No obstant això, un estudi recent suggereix un planeta molt més càlid en temps geològics relativament recents:

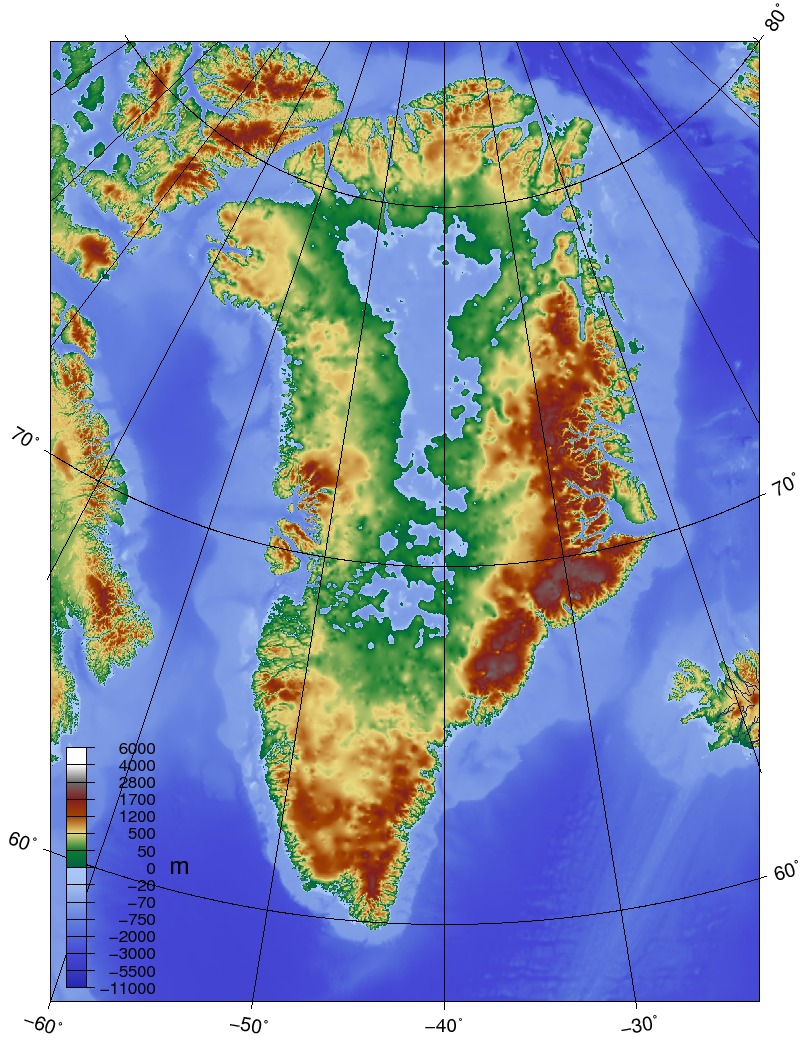
Llit de roca de Groenlàndia, en l'elevació actual sobre el nivell del mar

Els científics que van investigar 2 km a través d'una glacera de Groenlàndia per recuperar l'ADN vegetal més antic registrat van dir que el planeta era molt més càlid fa centenars de milers d'anys del que generalment es creu. L'ADN dels arbres, plantes, aranyes i insectes de sota de la glacera meridional de Groenlàndia, incloses papallones, s'estima que daten de 450.000 a 900.000 anys, d'acord amb les restes recuperades d'aquest bosc boreal desaparegut. Aquesta visió contrasta amb la prevalent que un bosc exuberant d'aquest tipus no podria haver existit a Groenlàndia fa més de 2,4 milions d'anys. Aquestes mostres d'ADN suggereixen que la temperatura probablement arribava als 10 °C a l'estiu i a -17 °C a l'hivern. També indiquen que durant l'últim període interglacial, fa entre 130.000 i 116.000 anys, quan les temperatures locals eren de mitjana 5 °C més altes que ara, les glaceres de Groenlàndia no es van fondre completament.

El 2003, una petita illa de 35 i 15 metres de longitud i amplada va ser descoberta per l'explorador àrtic Dennis Schmitt i el seu equip a les coordenades de 83-42, tot i que no s'ha confirmat si aquesta illa és permanent. Si ho fos, seria la terra permanent coneguda més septentrional de la Terra.
El 2007 es va anunciar l'existència d'una nova illa. Anomenada "Uunartoq Qeqertaq" (en català: l'illa de l'escalfament), aquesta illa sempre ha estat present a la costa de Groenlàndia, però estava coberta per una glacera. Aquesta glacera va ser descoberta l'any 2002 per reduir-se ràpidament i, a l'any 2007 ja s'havia desfet completament, deixant l'illa exposada. L'illa va ser nomenada Lloc de l'Any per l'Atles del Món d'Oxford el 2007. Ben Keene, editor de l'atles, va comentar: "En les últimes dues o tres dècades, l'escalfament global ha reduït la mida de les glaceres a tot l'Àrtida i al començament d'aquest any notícies de fonts confirmades van confirmar el que ja sabien els científics del clima: l'aigua, no la roca, posa sota aquest pont de gel a la costa est de Groenlàndia, i és probable que apareguin més illots a mesura que la capa d'aigua gelada que cobreix l'illa més gran del món continuï fonent-se".
Hi ha alguna polèmica que envolta la història de l'illa, específicament sobre si l'illa podria haver estat revelada durant un breu període de calor a Groenlàndia a mitjans del segle xx.

## Biodiversitat

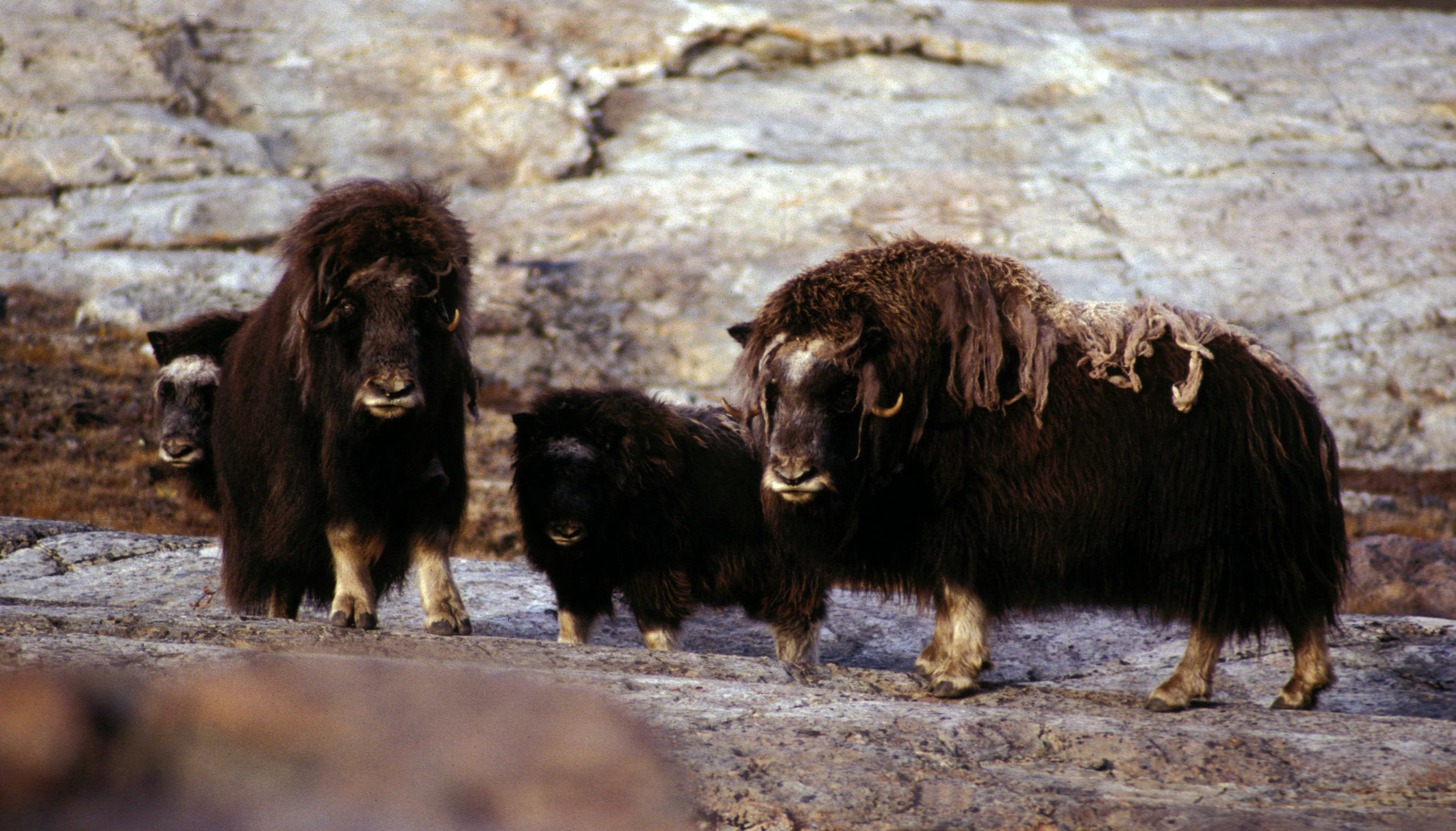
Uns quants exemplars de bou mesquer a Groenlàndia

Hi ha aproximadament 700 espècies d'insectes conegudes a Groenlàndia, que són baixes en comparació amb altres països (han estat descrites més d'un milió d'espècies a tot el món). El mar és ric en peixos i invertebrats, especialment al suau corrent de Groenlàndia Occidental, i una gran part de la fauna de Groenlàndia està relacionada amb la producció marina, incloent grans colònies d'aus marines. Els pocs mamífers terrestres natius de Groenlàndia són l'ós blanc, la guineu àrtica, el ren, la llebre polar, el bou mesquer, el lèmming de collar àrtic, l'ermini i el llop àrtic. Tots aquestes espècies es troben naturalment només a la costa de l'illa, havent emigrat de l'illa d'Ellesmere. Hi ha dotzenes d'espècies de foques i balenes al llarg de la costa. La fauna terrestre es compon principalment d'animals que s'han estès des de l'Amèrica del Nord o per a moltes aus i insectes procedents d'Europa. No hi ha ni rèptils ni amfibis natius a l'illa.
Geobotànicament, Groenlàndia pertany a la província àrtica de la regió circumboreal del Regne Boreal. L'illa està poc poblada de vegetació; la vida vegetal es compon bàsicament de prats i petits arbustos, que són freqüentment pasturats pel bestiar. L'arbre més comú originari de Groenlàndia és el bedoll pubescent (Betula pubescens) juntament amb el salze de fulla grisa (Salix glauca), la moixera de guilla (Sorbus aucuparia), el ginebre comú (Juniperus communis) i altres arbres més petits, principalment els salzes.

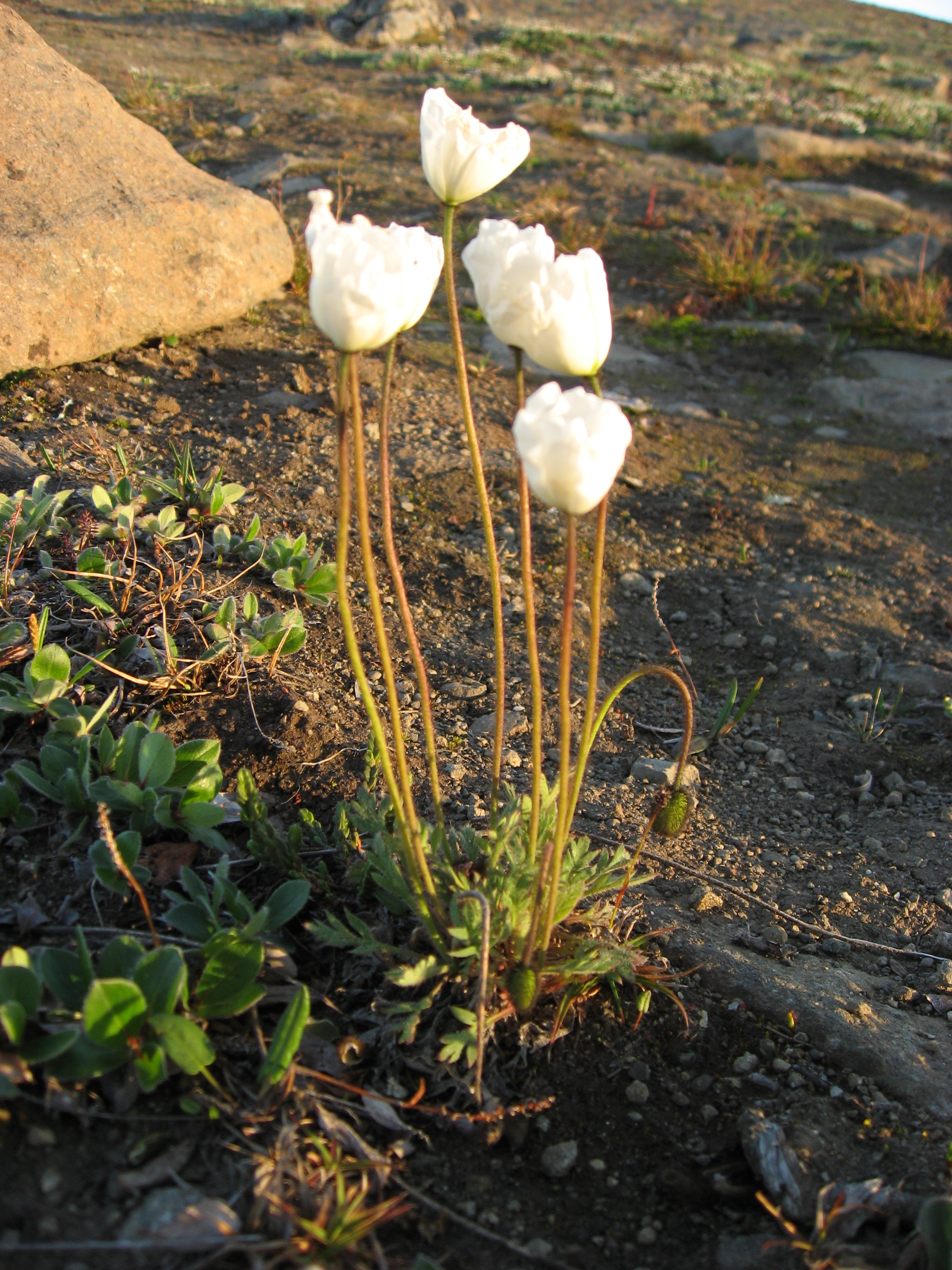
Una rosella àrtica (Papaver radicatum) prop d'Upernavik Kujalleq, Groenlàndia.

La flora de Groenlàndia comprèn prop de 500 espècies de plantes superiors, és a dir, plantes amb flors, falgueres, equisets i licopodiofitins. Dels altres grups, els líquens són els més grans amb unes 950 espècies; es coneixen entre 600 i 700 espècies fúngiques grans i unes quantes menys de molses i algues. La major part de les plantes superiors de Groenlàndia estan molt esteses, especialment en regions àrtiques i alpines, i només una dotzena d'espècies de saxífragues i hieracis són endèmiques. També n'hi ha algunes que van ser introduïdes pels nòrdics, com la garlanda comuna.
Els animals de Groenlàndia són el gos de Groenlàndia, que va ser introduït pels Inuit, igual que les espècies europees introduïdes a l'illa com ara les ovelles, les cabres, els bous, els rens, els cavalls, els pollastres i gossos pastor, tots descendents d'animals importats pels europeus. Entre els mamífers marins trobem la foca de cresta (Cystophora cristata) i la foca gris (Halichoerus grypus). Les balenes passen sovint molt a prop de les costes de Groenlàndia a finals d'estiu i principis de tardor. Les espècies representades són la beluga, el rorqual blau, la balena de Groenlàndia, el rorqual comú, la iubarta, el rorqual d'aleta blanca, el narval, el cap d'olla negre i el catxalot.
Almenys 225 espècies de peixos envolten les aigües de Groenlàndia, i la indústria pesquera és una part important de l'economia de Groenlàndia, que representa la major part de les exportacions totals del país.
Les aus, especialment les aus marines, són una part important de la vida animal de Groenlàndia. En muntanyes escarpades es reprodueixen grans colònies d'àlcids, frarets, estercoràrids i gavinetes. Entre els ànecs comuns trobem l'èider, l'ànec glacial i l'èider reial; a l'oest de Groenlàndia també trobem oques rialleres grosses i a l'est de l'illa trobem oques de bec curt i oques de galta blanca. Entre els ocells migratoris que crien a l'illa hi ha el sit blanc, el repicatalons de Lapònia, el corriol anellat gros, la calàbria petita i l'escuraflascons becfí. I entre els ocells terrestres que solen ser sedentaris, es poden destacar els passerell carpó-blanc, la perdiu blanca, el mussol emigrant, el duc blanc, el falcó grifó i a l'oest de Groenlàndia el pigarg cuablanc.

## Política

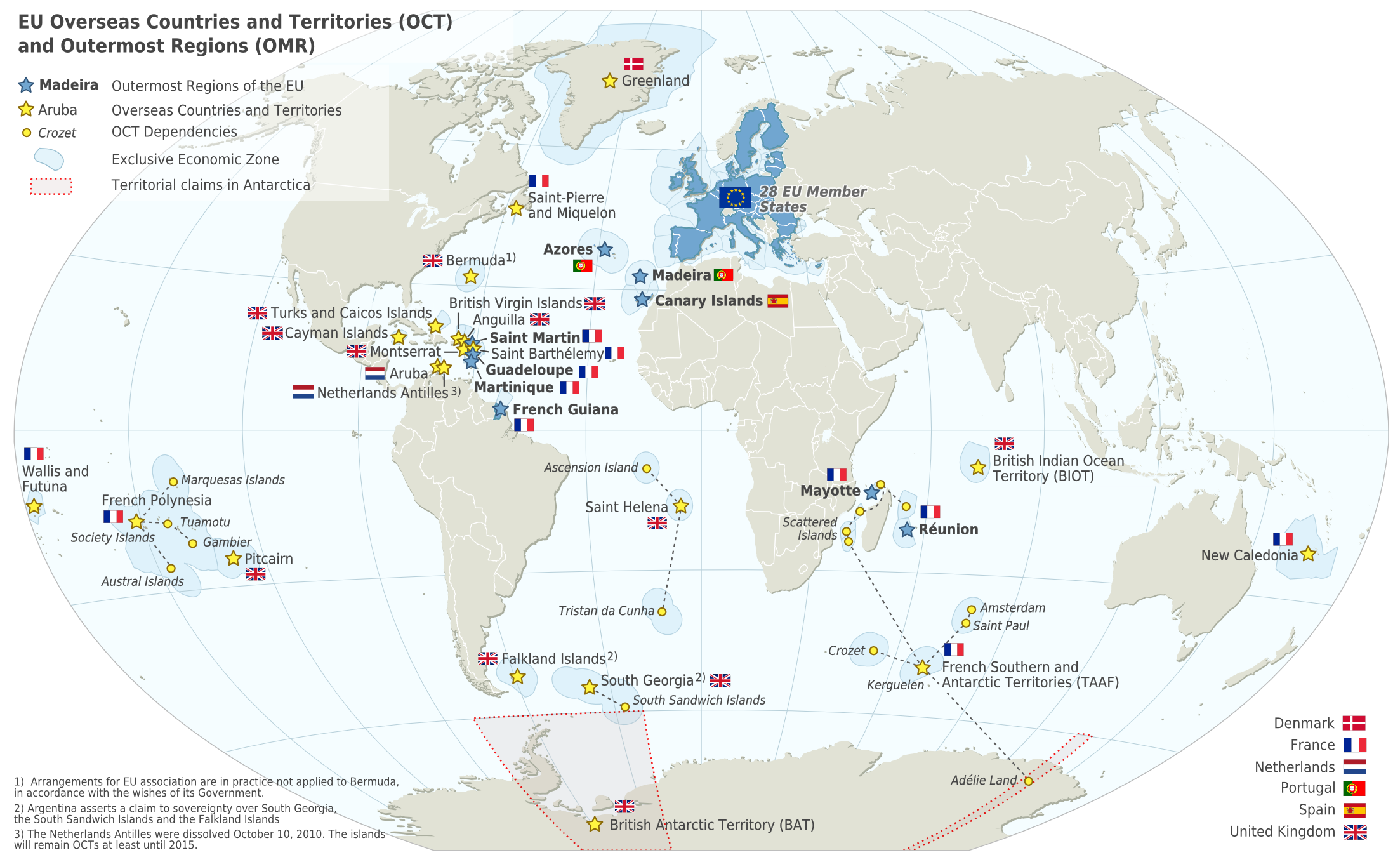
Mapa de la Unió Europea al món amb països i territoris d'ultramar i regions ultra-perifèriques

El Regne de Dinamarca és una monarquia constitucional, en la qual la reina Margarida II és la cap d'estat. El monarca reté oficialment el poder executiu i presideix el Consell d'Estat (consell privat). No obstant això, després de la introducció d'un sistema parlamentari de govern, els deures del monarca s'han convertit en estrictament representatius i cerimonials, que queden reduïts al nomenament oficial i al cessament del primer ministre i altres ministres del govern executiu. El monarca no es fa responsable de les seves accions, i la persona del monarca és sacrosanta.

### Sistema polític
El sistema del partit està dominat actualment pel partit socialdemòcrata Siumut (en català: Endavant; 14 diputats) i pel partit socialista d'Inuit Ataqatigiit (en català: Comunitat Inuit; 11 diputats), i ambdós advoquen àmpliament per una independència més gran de Dinamarca. Mentre que a les eleccions de 2009 el partit Demokraatit —i majoritàriament danès— va patir un fort declivi (en català: Demòcrates; 2 diputats), les eleccions de 2013 van consolidar el poder dels dos partits principals a costa dels grups més petits i va obtenir representació al Parlament per primera vegada el partit d'extrema esquerra Partii Inuit (en català: Partit Popular) elegits per primera vegada.
El no vinculant referèndum sobre l'autogovern de Groenlàndia de 2008 va afavorir un augment de l'autogovern amb 21.355 vots a favor i 6.663 en contra.
El 1985 Groenlàndia va abandonar la Comunitat Econòmica Europea (CEE), a diferència de Dinamarca, que continua sent-ne membre. Més endavant, la CEE es va convertir en la Unió Europea (UE, reanomenada i expandida el 1992). Groenlàndia manté vincles amb la UE a través de Dinamarca. Tanmateix, el dret de la Unió en gran part no s'aplica a Groenlàndia, excepte en l'àmbit del comerç.

### Govern
El cap d'estat de Groenlàndia és Margarida II, reina regnant de Dinamarca. El govern de la reina a Dinamarca nomena un alt comissionat (Rigsombudsmand) per representar la corona a l'illa. L'actual comissària és Mikaela Engell.
Els groenlandesos escullen dos representants al Folketing, el Parlament de Dinamarca, del total de 179. Els representants actuals són Aleqa Hammond del Siumut i Aaja Chemnitz Larsen de l'Inuit Ataqatigiit.
Groenlàndia també té el seu propi Parlament, que té 31 membres. El govern és el Naalakkersuisut, els membres del qual són nomenats pel primer ministre. El cap de govern és el primer ministre, normalment el líder del partit majoritari al Parlament. L'actual primer ministre és Kim Kielsen del Siumut.

### Divisions administratives

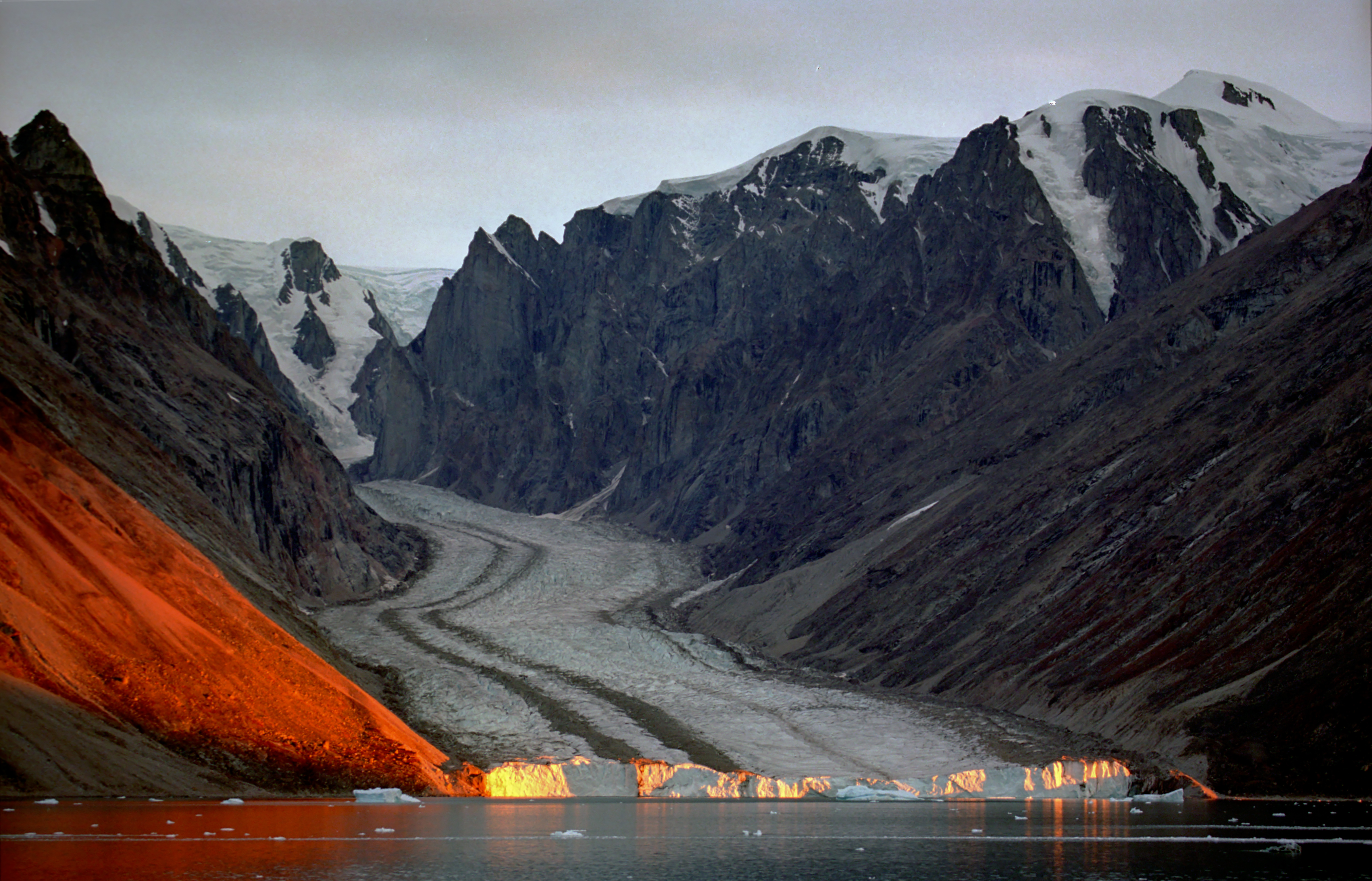
La superfície del Parc Nacional del Nord-est de Groenlàndia correspon al 38% de l'àrea total de Groenlàndia. Creat el 22 de maig del 1974, es tracta del parc nacional més gran del món. A la imatge, el fiord de Franz Josef, situat a la costa oriental de l'illa.

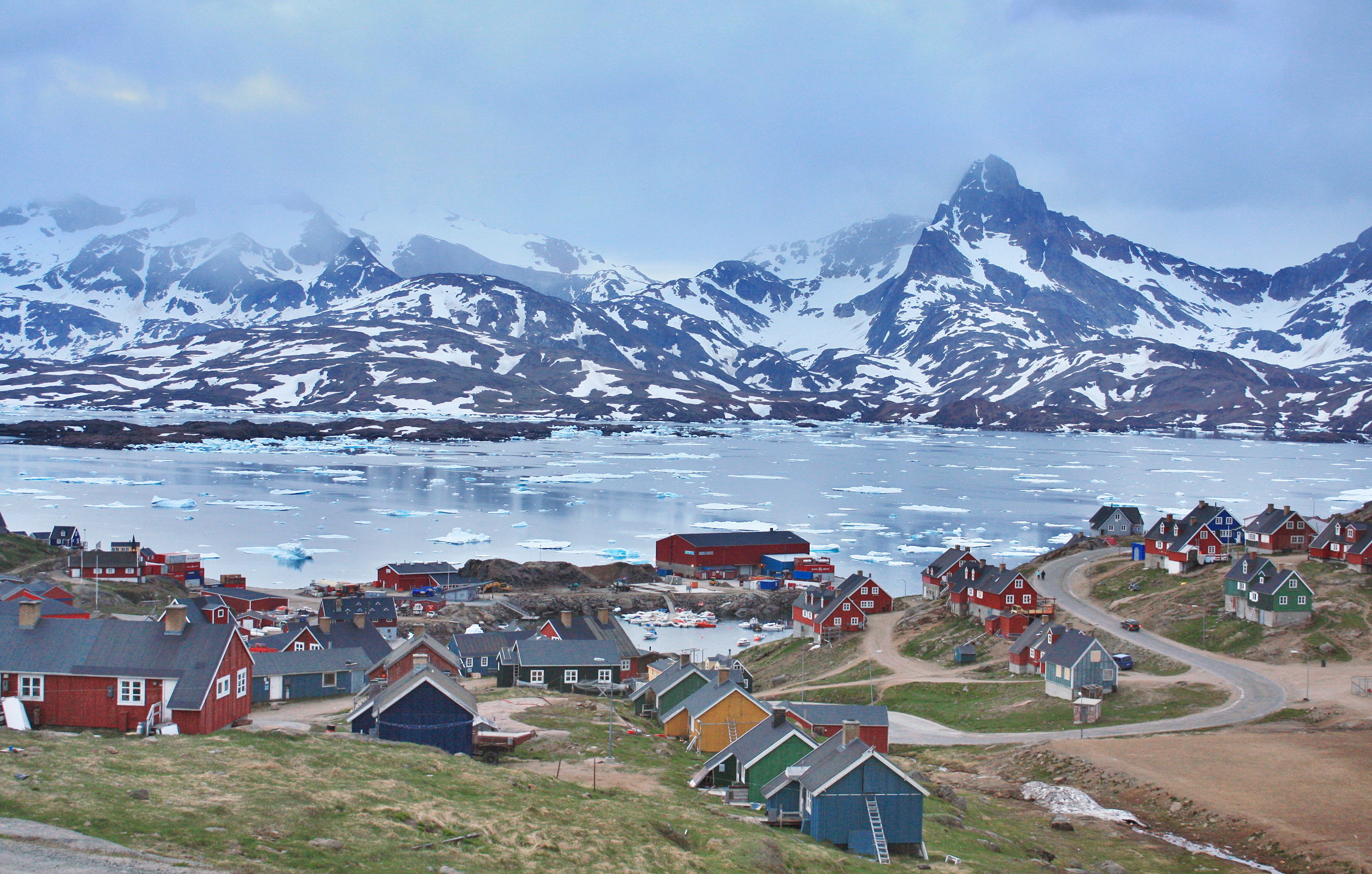
Vista de Tasiilaq a l'estiu, un assentament ubicat al municipi de Sermersooq, a la costa oriental de Groenlàndia.

Malgrat la població escassa, Groenlàndia va abolir els seus tres comtats l'any 2009 i des de llavors ha estat dividida en quatre territoris coneguts com a "municipis": Sermersooq ("Molt de gel") al voltant de la capital, Nuuk; Kujalleq ("Sud") al voltant del cap Farvel; Qeqqata ("Centre"), al nord de la capital i al llarg de l'estret de Davis; i Qaasuitsup ("Foscor") al nord-oest. Al nord-est de l'illa hi ha l'àrea no incorporada del Parc nacional del Nord-est de Groenlàndia. La base aèria de Thule tampoc no hi està incorporada, com que és un enclavament situat dins del municipi de Qaasuitsup administrat per les Forces Aèries dels Estats Units. Durant la construcció, hi va haver fins a 12.000 residents nord-americans, però en els últims anys el nombre ha estat inferior a 1.000.
| Municipi   | Superficie  | Població (2013) | Mapa | Alcalde        |
| ---------- | ----------- | --------------- | ---- | -------------- |
| Sermersooq | 635,600 km² | 21.868 hab.     |      | Asii Ch. Narup |
| Qaasuitsup | 660.000 km² | 17.498 hab.     |      | Jess Svane     |
| Qeqqata    | 115.500 km² | 9.620 hab.      |      | Paneeraq Olsen |
| Kujalleq   | 32.500 km²  | 7.151 hab.      |      | Simon Simonsen |

| Àrea                                      | Superfície  | Població (2013) | Mapa |
| ----------------------------------------- | ----------- | --------------- | ---- |
| Parc Nacional del Nord-est de Groenlàndia | 972 000 km² | 233 hab.        |      |

### Relacions internacionals
En general, les relacions internacionals són competència de les autoritats daneses, però Groenlàndia ha aconseguit un cert espai de participació en aquest àmbit. Així, Groenlàndia té un cert dret a participar en les òrgans i les decisions del Regne de Dinamarca. D’entrada, les autoritats groenlandeses poden demanar de tenir representants propis en les missions diplomàtiques daneses que tractin amb els països on Groenlàndia hi tingui interessos comercials particulars. Sobre aquesta base, per exemple, des del 1998 existeix una representació permanent groenlandesa a Ottawa (Canadà). A més, el govern danès pot autoritzar a les autoritats groenlandeses a participar en negociacions internacionals que tinguin una importància particular per a Groenlàndia, fins al punt –si es considera oportú– de permetre’ls de negociar directament, tot i que sempre de manera coordinada amb el Ministeri danès d’Afers Exteriors.
Com ja s'ha dit, Groenlàndia –a diferència de Dinamarca– no forma part de la Unió Europea (UE), i això des que el 1985 va sortir-ne. Aquesta sortida va ser amb l'acord del govern danès, que va ser qui va negociar amb els seus socis europeus el Tractat de Groenlàndia que regula. No obstant, hi manté certs vincles gràcies a la seva pertinença al Regne de Dinamarca, cosa que li ha permès beneficiar d’alguns fons europeus. En particular, tot i no ser membre de la Unió, s'han establert certs acords tripartits UE-Dinamarca-Groenlàndia, entre els quals una declaració conjunta on la UE reconeix els vincles històrics i la importància geoestratègica de Groenlàndia per a la Unió. També existeix l’acord general de la UE amb els països i territoris d’ultramar pertanyents als estats membre europeus. Aquest darrer acord va permetre el naixement l’any 2000 de l'Associació dels Territoris i Països d’ultramar de la Unió Europea (en anglès, OCTA: Association of the Overseas Countries and Territoires of the European Union), amb una presidència rotatòria que el president greenlandès ja va tenir ocasió d’exercir el 2012. Alhora, el 25 de juny del 2008 es va signar a Brussel·les el Tractat de Cooperació entre la UE i els OCTA.
El cas de la sortida de la Unió Europea és excepcional, ja que Groenlàndia segueix sent part –com a territori del Regne de Dinamarca– en tots aquells tractats internacionals signats per Dinamarca, i fent part de totes les organitzacions internacionals on Dinamarca hi és present. Per tant, per exemple, el territori groenlandès segueix estant sotmès al marc de la OTAN, del Consell d'Europa i de la OCDE, i sotmès per tant als compromisos que el govern central danès subscrigui al si d'aquestes organitzacions en nom del Regne de Dinamarca.
Per altra banda, això sí, Groenlàndia participa de manera directa al Consell Nòrdic, que és un fòrum de cooperació entre els parlaments dels estats nòrdics i de les tres zones autònomes: Illes Fèroe, Groenlàndia i Illes Åland. La representant groenlandesa actual és Doris J.Jensen, presidenta del Parlament groenlandès.
A més, Groenlàndia participa de manera permanent en la delegació danesa al Consell Àrtic, com també hi participa una representació de les illes Fèroe. Segons la normativa danesa, aquesta delegació conjunta a tres bandes està obligada a consensuar i actuar amb una sola veu en les decisions del Consell Àrtic i, entre altres coses, defineixen conjuntament l'estratègia per a l'Àrtida per a períodes de deu anys. La representant groenlandesa actual és Rebecca Lynge, del Departament d’Afers Exteriors del Govern de Groenlàndia.
Finalment, als groenlandesos també els correspon escollir dos diputats dels 179 que componen el Parlament de Dinamarca. Convé recordar que tot projecte de llei danesa que concerneixi a Groenlàndia ha de ser consultat prèviament al Parlament groenlandès, el qual pot fer-hi les observacions oportunes, tot i que la darrera paraula serà finalment del Parlament danès.

## Economia

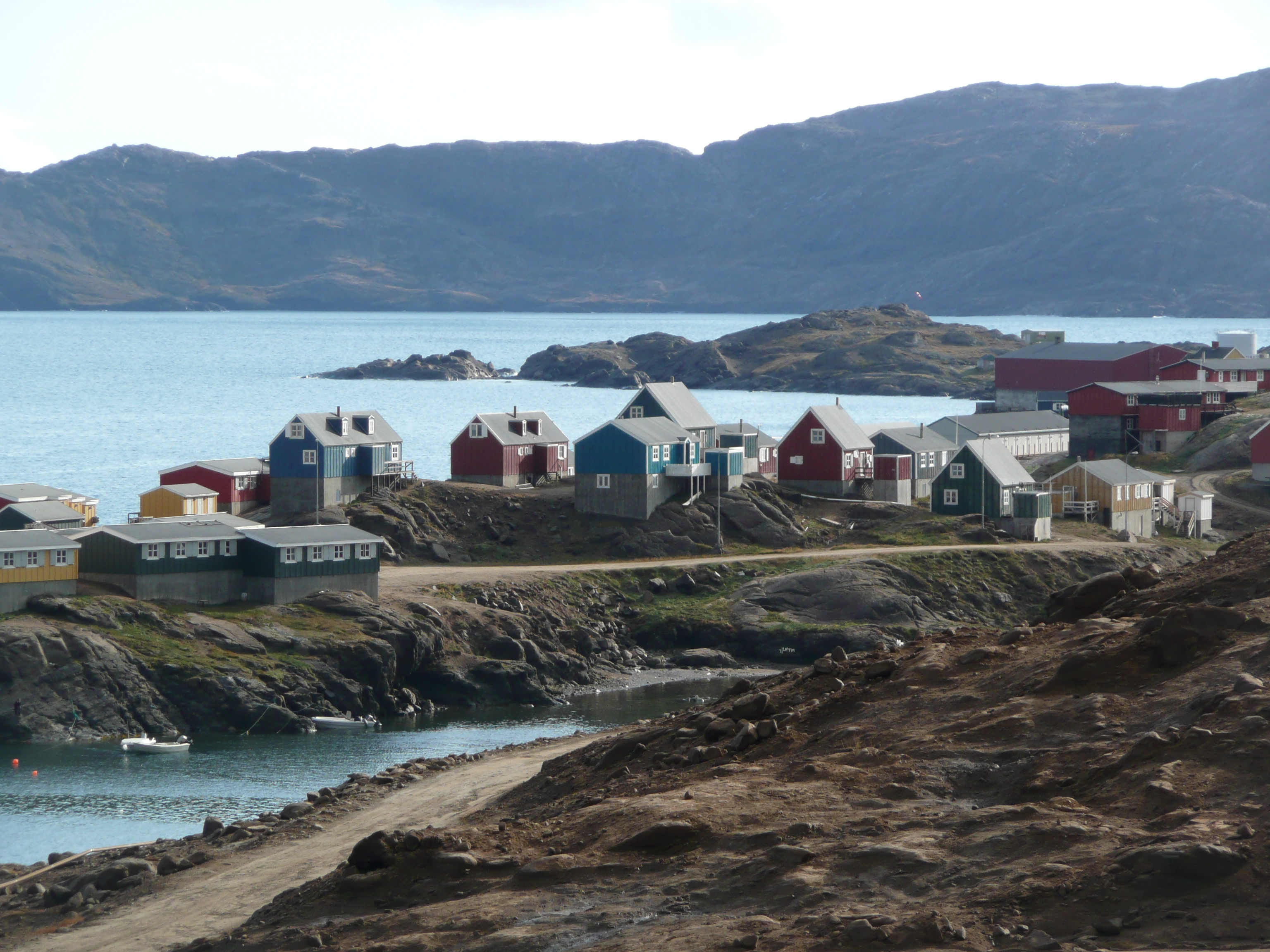
Tasiilaq és un assentament del municipi de Sermersooq, al sud-est de Groenlàndia

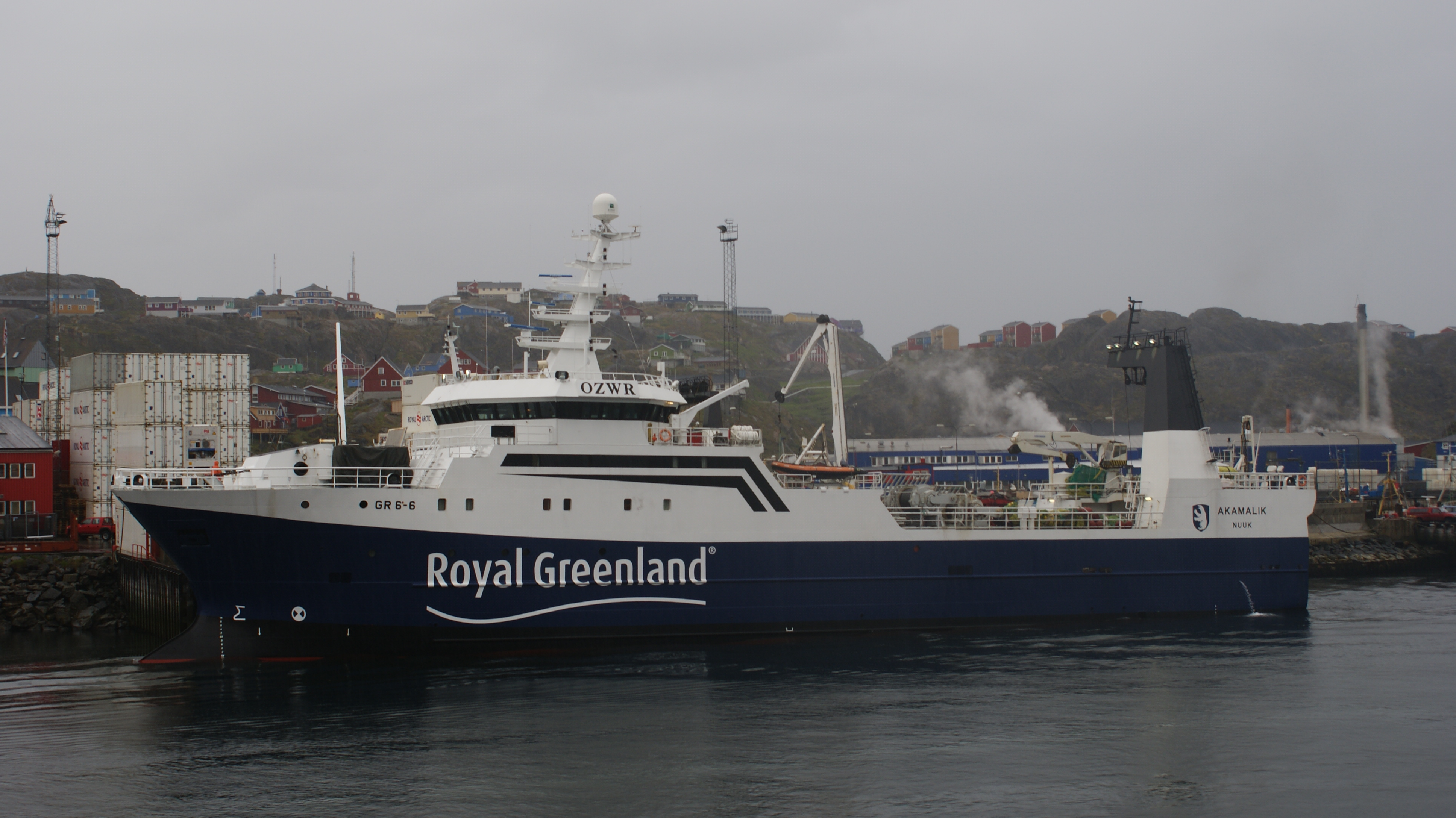
El vaixell de pesca de Royal Greenland «Akamalik», ancorat al port de Sisimiut

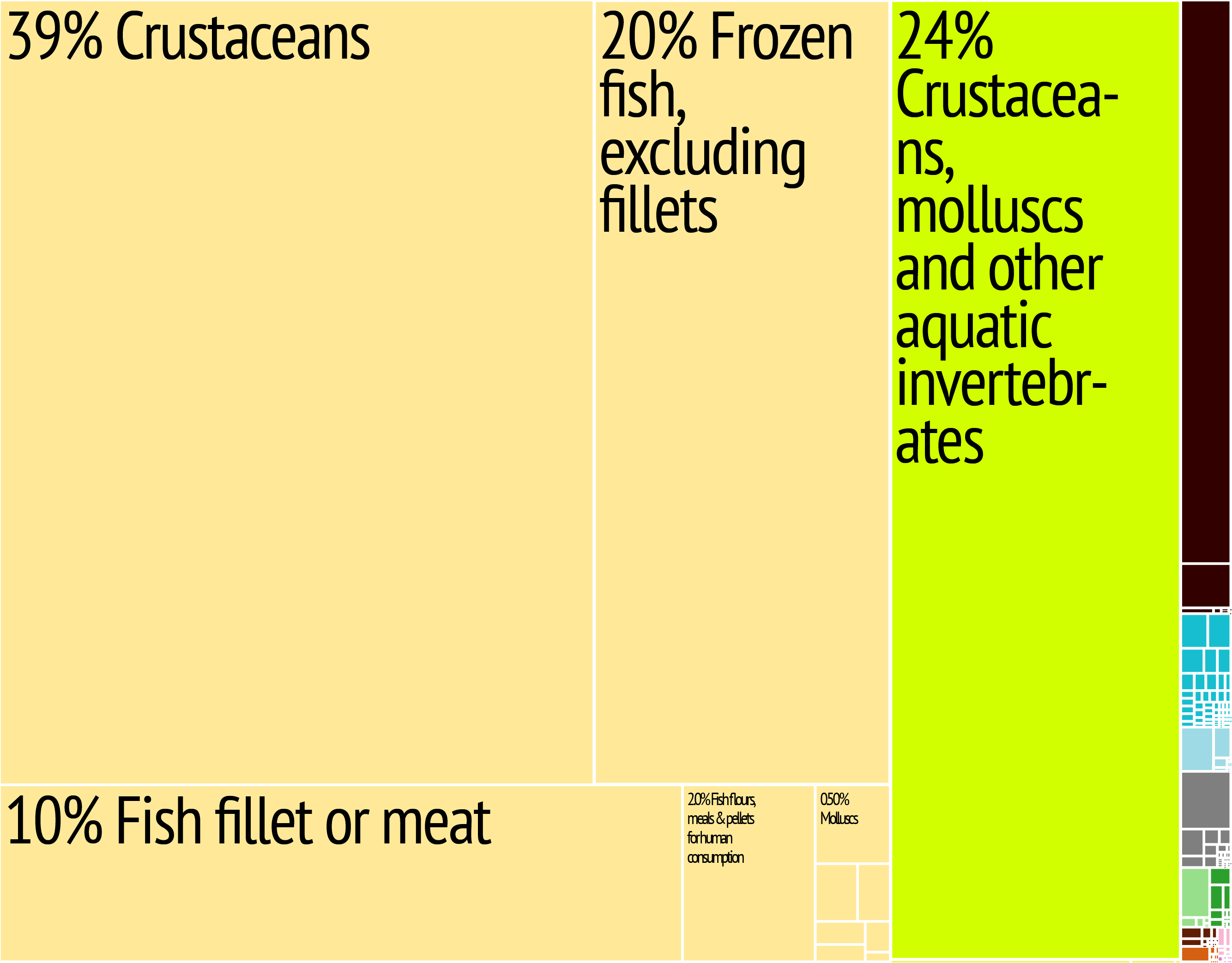
Representació gràfica de les exportacions de productes de Groenlàndia en 28 categories codificades per colors

L'economia groenlandesa depèn molt de la pesca, ja que representa més del 90% de les exportacions de Groenlàndia. La indústria de la gamba i el peix és, amb diferència, la que ingressa més beneficis.
Groenlàndia és abundant en minerals. La mineria dels dipòsits de robí va començar el 2007. A mesura que augmenten els preus milloren altres perspectives minerals, com ara el ferro, l'urani, l'alumini, el níquel, el platí, el tungstè, el titani i el coure. Tot i la represa de diverses activitats d'exploració d'hidrocarburs i minerals, es trigarà diversos anys abans no es pugui materialitzar la producció d'hidrocarburs. L'empresa petroliera estatal Nunaoil va ser creada per ajudar a desenvolupar la indústria d'hidrocarburs a Groenlàndia. La companyia estatal Nunamineral ha estat presentada a la Borsa de Copenhaguen per augmentar el capital per tal d'augmentar la producció d'or, iniciada el 2007.
L'electricitat ha estat generat tradicionalment per centrals de petroli o dièsel, tot i que hi ha un gran excedent d'energia hidroelèctrica potencial. Actualment hi ha un programa per construir centrals hidroelèctriques. La primera, i encara la més gran, és la central hidroelèctrica de Buksefjord.
També hi ha plans per construir una gran fosa d'alumini, utilitzant energia hidroelèctrica per crear un producte exportable. S'espera que gran part de la mà d'obra necessària sigui importada.
La Unió Europea ha instat Groenlàndia a restringir el desenvolupament de projectes de terra rara a la República Popular de la Xina, ja que la Xina representa el 95% del subministrament actual del món. A principis del 2013, el govern de Groenlàndia va dir que no tenia previst imposar aquestes restriccions.
El sector públic, incloent les empreses de propietat pública i els municipis, té un paper dominant en l'economia de Groenlàndia. Prop de la meitat dels ingressos del govern provenen de beques del govern danès, un complement important del producte interior brut (PIB). El producte interior brut per capita és equivalent al de les economies mitjanes d'Europa.
Groenlàndia va patir una contracció econòmica a principis dels anys noranta. Però, des del 1993, l'economia ha millorat. El Govern de Groenlàndia ha perseguit una estricta política fiscal des de finals de la dècada del 1980, que ha contribuït a crear excedents en el pressupost públic i una baixa inflació. Des del 1990 Groenlàndia ha registrat un dèficit de comerç exterior després del tancament de l'última mina de plom i zinc restant aquell any. Més recentment, s'han descobert noves fonts de robí a Groenlàndia, prometent portar nova indústria i una nova exportació al país.

## Població

### Demografia

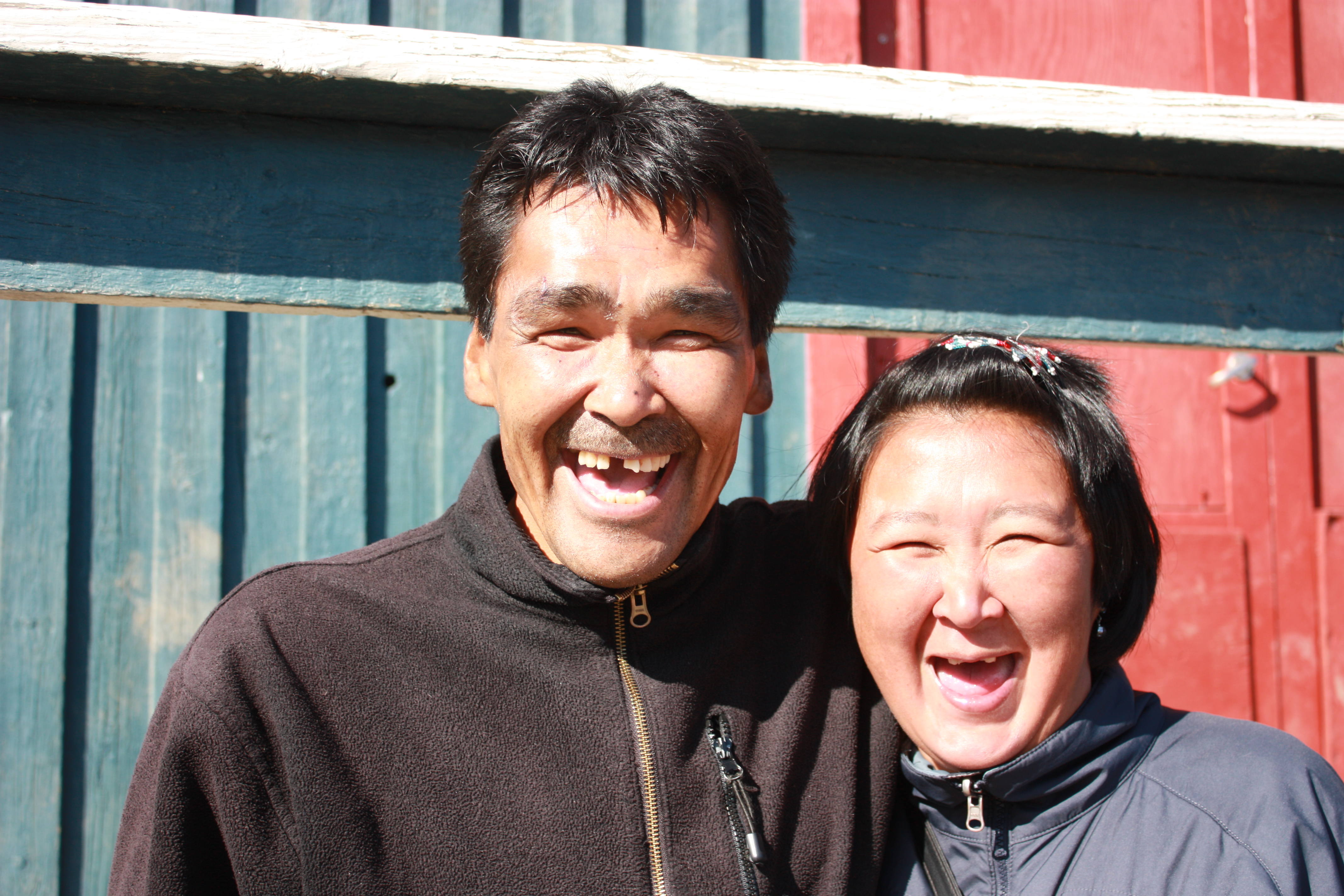
Una parella Inuit de Kulusuk

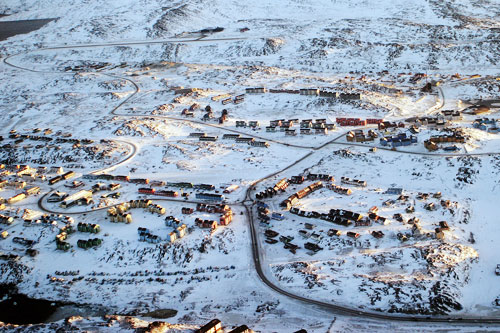
Nuuk, la capital de Groenlàndia

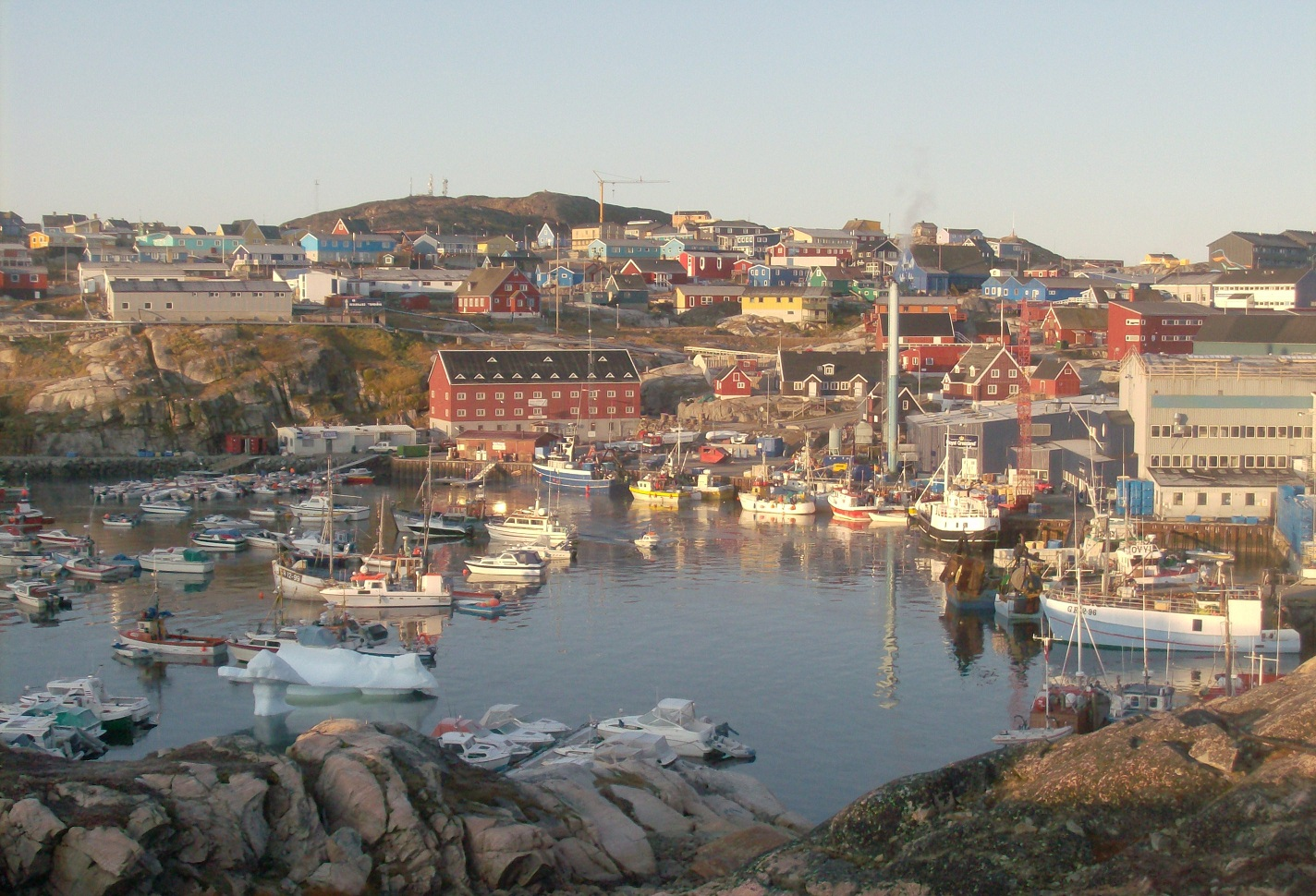
Ilulissat

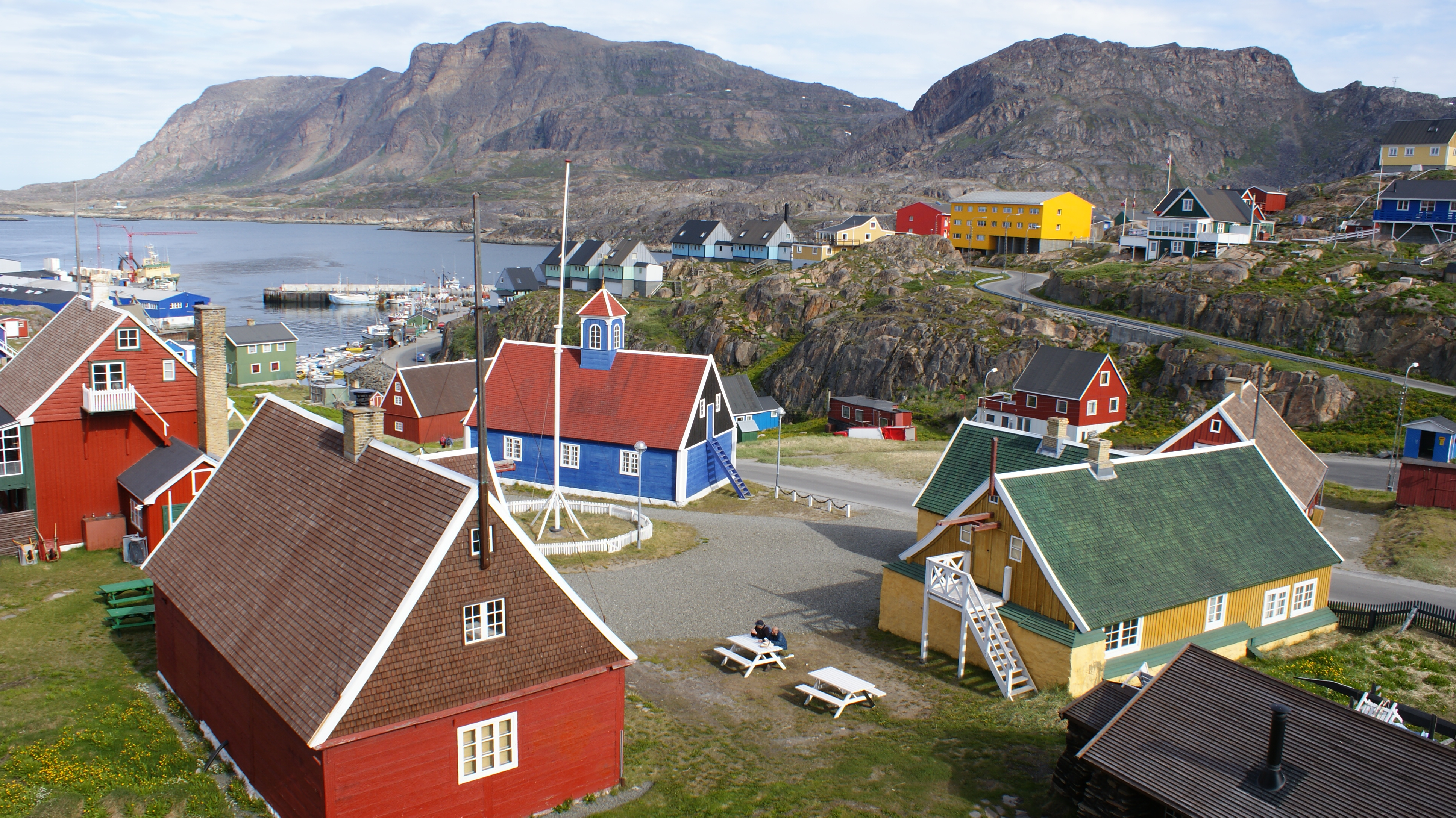
Sisimiut

Groenlàndia té una població de 56.370 habitants (estimació del gener del 2013), dels quals el 88% són inuit groenlandesos (incloses les persones mestisses). El 12% restant són descendents d'europeus, principalment danesos. Així mateix, milers d'inuits groenlandesos resideixen a la Dinamarca continental. La majoria de la població és luterana. Gairebé tots els groenlandesos viuen al llarg dels fiords del sud-oest de l'illa principal, que té un clima relativament temperat. Més de 17,000 persones resideixen a Nuuk, la ciutat capital.
| \| \| Nom \| Població \| Població \| Població \| Població \| Població \| \| 1995 \| Nom \| 2000 \| 2005 \| 2010 \| 2016 \| \| \| ---- \| ---------- \| -------- \| -------- \| -------- \| -------- \| -------- \| \| 1 \| Nuuk \| 12.723 \| 13.441 \| 14.501 \| 15.469 \| 17.316 \| \| 2 \| Sisimiut \| 4.979 \| 5.126 \| 5.350 \| 5.460 \| 5.539 \| \| 3 \| Ilulissat \| 4.052 \| 4.199 \| 4.533 \| 4.546 \| 4.866 \| \| 4 \| Aasiaat \| 3.154 \| 3.229 \| 3.100 \| 3.005 \| 3.134 \| \| 5 \| Qaqortoq \| 3.223 \| 3.122 \| 3.152 \| 3.306 \| 3.089 \| \| 6 \| Maniitsoq \| 3.024 \| 2.929 \| 2.859 \| 2.784 \| 2.567 \| \| 7 \| Tasiilaq \| 1.644 \| 1.703 \| 1.848 \| 1.930 \| 2.018 \| \| 8 \| Narsaq \| 1.792 \| 1.717 \| 1.772 \| 1.613 \| 1.492 \| \| 9 \| Paamiut \| 2.056 \| 1.887 \| 1.817 \| 1.619 \| 1.429 \| \| 10 \| Nanortalik \| 1.564 \| 1.538 \| 1.509 \| 1.448 \| 1.264 \| |            |          |          |          |          |          |
| Font: Grønlands Statistik |            |          |          |          |          |          |
| | Nom        | Població | Població | Població | Població | Població |
| 1995 | Nom        | 2000     | 2005     | 2010     | 2016     |          |
| 1 | Nuuk       | 12.723   | 13.441   | 14.501   | 15.469   | 17.316   |
| 2 | Sisimiut   | 4.979    | 5.126    | 5.350    | 5.460    | 5.539    |
| 3 | Ilulissat  | 4.052    | 4.199    | 4.533    | 4.546    | 4.866    |
| 4 | Aasiaat    | 3.154    | 3.229    | 3.100    | 3.005    | 3.134    |
| 5 | Qaqortoq   | 3.223    | 3.122    | 3.152    | 3.306    | 3.089    |
| 6 | Maniitsoq  | 3.024    | 2.929    | 2.859    | 2.784    | 2.567    |
| 7 | Tasiilaq   | 1.644    | 1.703    | 1.848    | 1.930    | 2.018    |
| 8 | Narsaq     | 1.792    | 1.717    | 1.772    | 1.613    | 1.492    |
| 9 | Paamiut    | 2.056    | 1.887    | 1.817    | 1.619    | 1.429    |
| 10 | Nanortalik | 1.564    | 1.538    | 1.509    | 1.448    | 1.264    |

### Idiomes

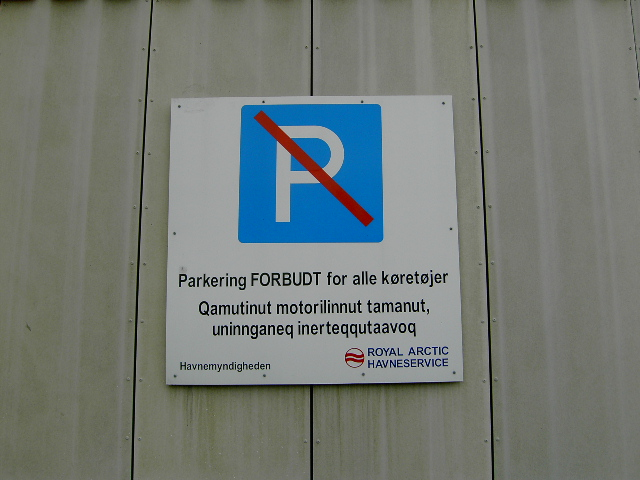
Un senyal bilingüe a Nuuk, que mostra en danès i groenlandès «Aparcament prohibit per a tots els vehicles»

Tant el groenlandès com el danès s'han utilitzat en assumptes públics des de l'establiment del govern local el 1979; la majoria de la població pot parlar ambdós idiomes. El groenlandès es va convertir en l'únic idioma oficial el juny del 2009, un canvi amb certa oposició. A la pràctica, el danès encara s'usa àmpliament en l'administració i en l'educació superior, i continua sent el primer o únic idioma per a alguns immigrants danesos en Nuuk i altres ciutats més grans. De fet, es troba en curs un debat sobre el paper del kalaallisut (groenlandès) i el danès en la societat del futur. L'ortografia del kalaallisut (groenlandès) es va establir el 1851 i es va revisar el 1973. El país té una taxa d'alfabetització del 100%.
La majoria de la població parla habitualment groenlandès, i gran part és bilingüe. El parlen unes 50.000 persones, que el converteixen en la llengua més parlada de les llengües esquimoaleutianes, parlada per més persones que la resta de llengües de la mateixa família juntes.
El kalaallisut és el dialecte groenlandès de l'oest de Groenlàndia, que ha estat des de fa molt de temps l'àrea més poblada de l'illa. Aquest fet ha comportat que de facto l'idioma oficial "groenlandès" sigui aquest dialecte, encara que el dialecte del nord, l'inuktun, continua sent parlat per 1.000 o més persones al voltant de Qaanaaq, i el dialecte oriental, el tunumiisut, per unes 3.000. Cadascun d'aquests dialectes són gairebé inintel·ligibles per als parlants dels altres, i per aquesta raó són considerats idiomes diferents per alguns lingüistes. Un informe de la Unesco ha etiquetat els dialectes del nord i de l'est com a idiomes en perill, i actualment s'estan considerant mesures per protegir els dialectes de l'est de Groenlàndia.
Al voltant del 12% de la població parla danès com a primera llengua o única, particularment immigrants danesos a Groenlàndia, molts dels quals ocupen càrrecs com a administradors, professionals, acadèmics o comerciants experts. Mentre que el groenlandès és dominant en tots els assentaments més petits, una part de la població inuit o ascendència mixta, especialment a les ciutats, parla danès. La majoria de la població esquimal parla danès com a segona llengua. A les ciutats més grans, especialment a Nuuk i als estrats socials més elevats, el danès continua sent l'idioma principal. Si bé hi ha una estratègia per part del govern local que vol promoure el groenlandès en la vida pública i l'educació, el desenvolupament del seu vocabulari i la idoneïtat per a tots els contextos complexos, alguns opositors hi estan en contra.
L'anglès és un altre idioma important per a Groenlàndia, que s'ensenya a les escoles des del primer any escolar.

### Religió

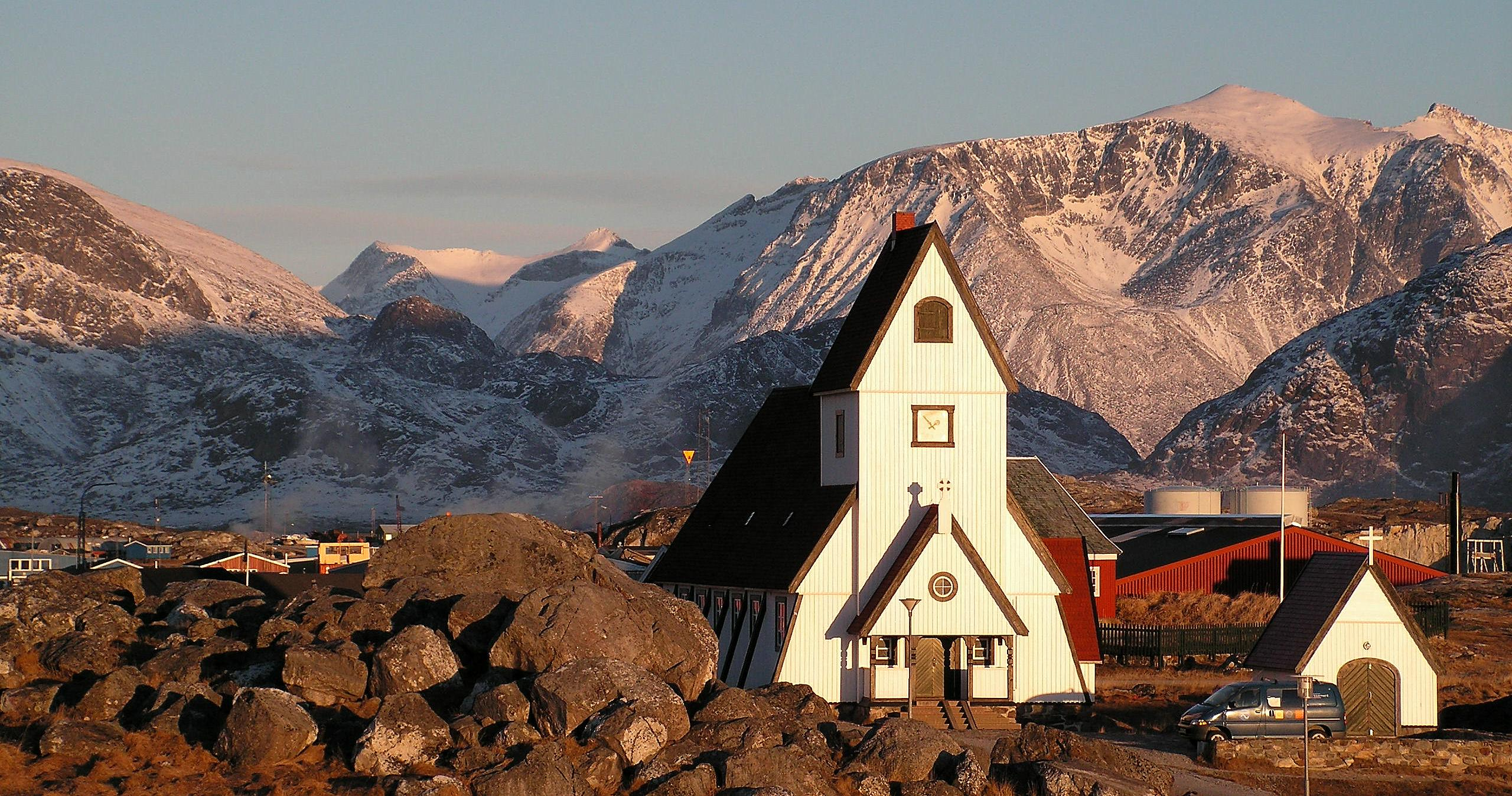
Moltes poblacions groenlandeses, inclosa Nanortalik, tenen la seva pròpia església.

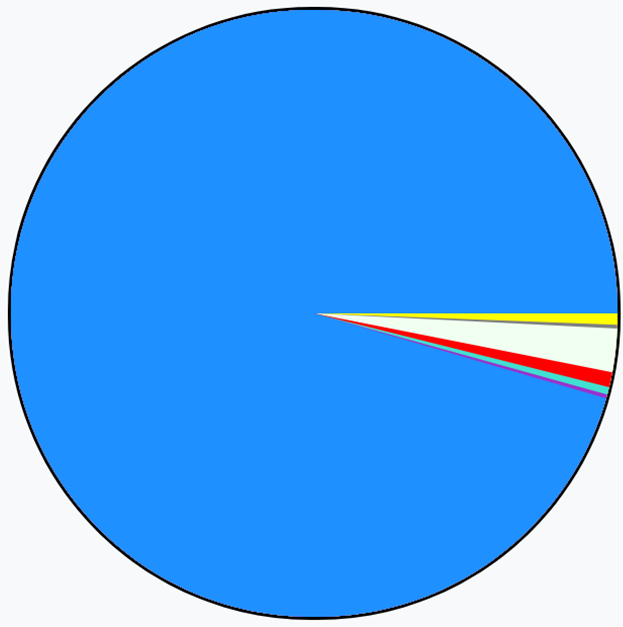
Religió a Groenlàndia (2010)
Protestants (95,5%)
Catòlics romans (0,2%)
Altres cristians (0,4%)
Creences espirituals Inuits (0,8%)
Agnòstics (2,3%)
Ateus (0,2%)
Bahai i altres religions (0,6%)

Els pobles inuit nòmades eren tradicionalment xamànics, amb una mitologia ben desenvolupada que tractava principalment d'apaivagar una venjativa i sense dits deessa de la mar que controlava l'èxit de la caça de foques i balenes.
Els primers colons nòrdics eren pagans, però el fill d'Eric el Roig, Leif, va ser convertit al cristianisme pel rei Olaf Tryggvason en un viatge a Noruega el 999 i va enviar missioners a Groenlàndia, els quals van establir ràpidament setze parròquies, alguns monestirs i un bisbat a Garðar.
Redescobrir aquests colons i difondre les idees de la Reforma Protestant entre ells va ser una de les principals raons de la recolonització danesa al segle xviii. Sota el patrocini de la Escola de la Missió Reial a Copenhaguen, els luterans noruecs i danesos i els missioners alemanys de Moràvia cercaren els assentaments nòrdics que faltaven, però no hi van trobar nòrdics, i en lloc seu van començar a predicar als inuit. Les figures principals en la cristianització de Groenlàndia van ser Hans i Poul Egede i Matthias Stach. El Nou Testament es va traduir a poc a poc des del primer assentament a l'illa de Kangeq, però la primera traducció de la Bíblia completa no es va completar fins al 1900. El 2000 es va completar una traducció millorada utilitzant l'ortografia moderna.
Avui, la religió principal és el cristianisme protestant, representat principalment per l'Església de Dinamarca, que té una orientació luterana. Si bé no hi ha dades censals oficials sobre la religió a Groenlàndia, la bisbe de Groenlàndia Sofie Petersen estima que el 85% de la població groenlandesa és membre de la seva congregació. L'Església de Dinamarca és l'església establerta a través de la Constitució de Dinamarca, que s'aplica a tot el Regne de Dinamarca tret de les illes Fèroe, ja que l'Església de les Illes Fèroe es va independitzar el 2007.
La minoria catòlica romana és servida pastoralment per la Diòcesi Catòlica Romana de Copenhaguen. Encara hi ha missioners cristians a l'illa, però principalment de moviments carismàtics proselitistes cristians.

### Afers socials
La taxa de suïcidi a Groenlàndia és molt elevada. Segons un cens de 2010, Groenlàndia manté la taxa de suïcidi més elevada del món. Altres aspectes socials significatius que afronta Groenlàndia són taxes altes d'atur, alcoholisme i VIH/SIDA. Les taxes de consum d'alcohol a Groenlàndia van assolir la seu màxim durant els anys vuitanta, quan va ser dues vegades més altes que a Dinamarca, tot i que al 2010 van caure lleugerament per sota del consum mitjà a Dinamarca (que és el dotzè més alt del món). Al mateix temps, però, els preus de l'alcohol són molt més alts, el que significa que el consum té un alt impacte social.

### Educació
L'escolarització és obligatòria durant 10 anys per als nens. L'educació secundària està disponible a diversos llocs del país. Hi ha moltes escoles superiors a Groenlàndia, inclosa la Universitat de Groenlàndia a Nuuk. Tradicionalment molts groenlandeses han rebut educació superior a la Dinamarca metropolitana.

## Cultura

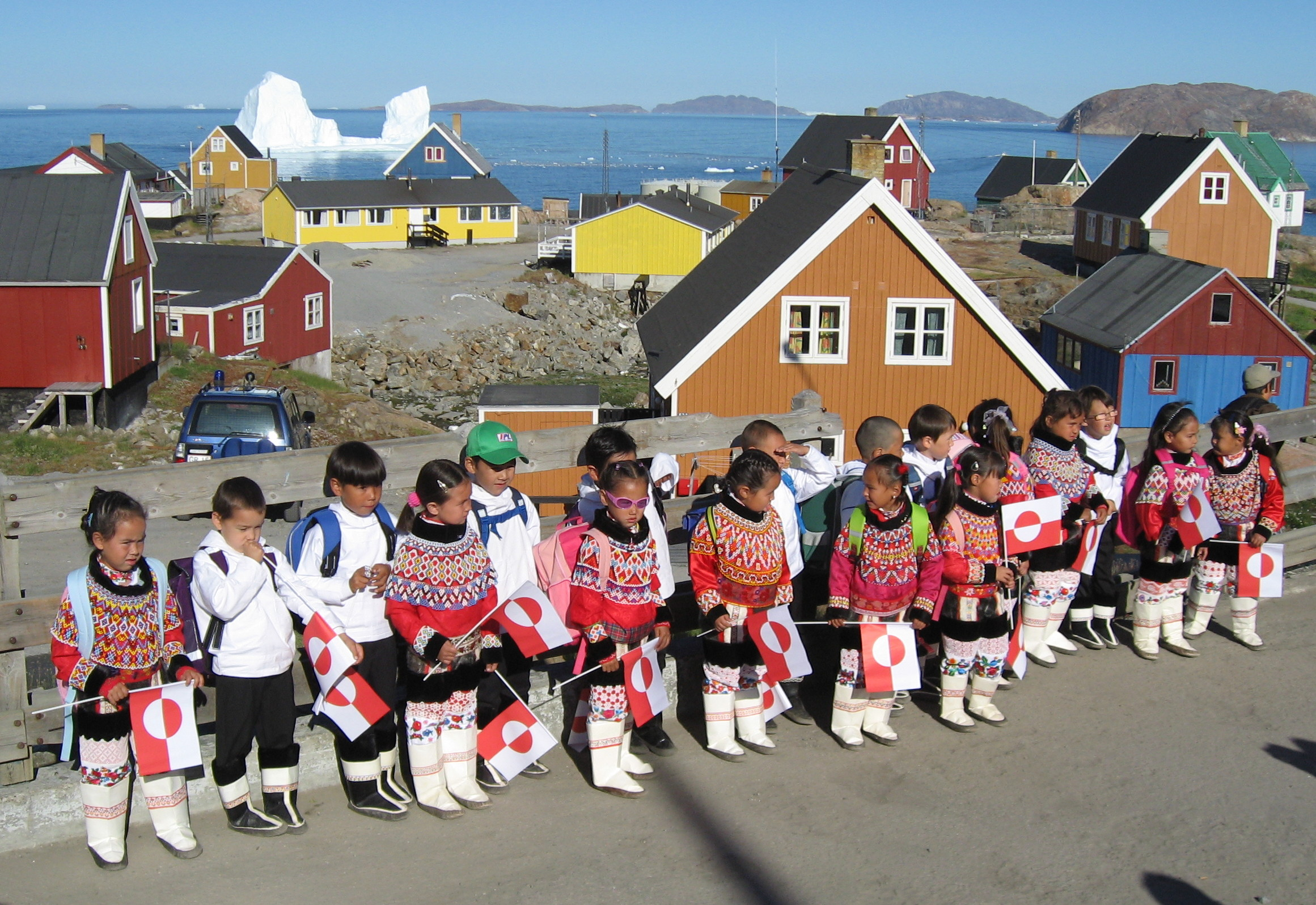
Primer dia de classe per als nous alumnes de primer curs a l'escola Prinsesse Margrethe a Upernavik, Groenlàndia. Tots els alumnes duen el vestit tradicional groenlandès.

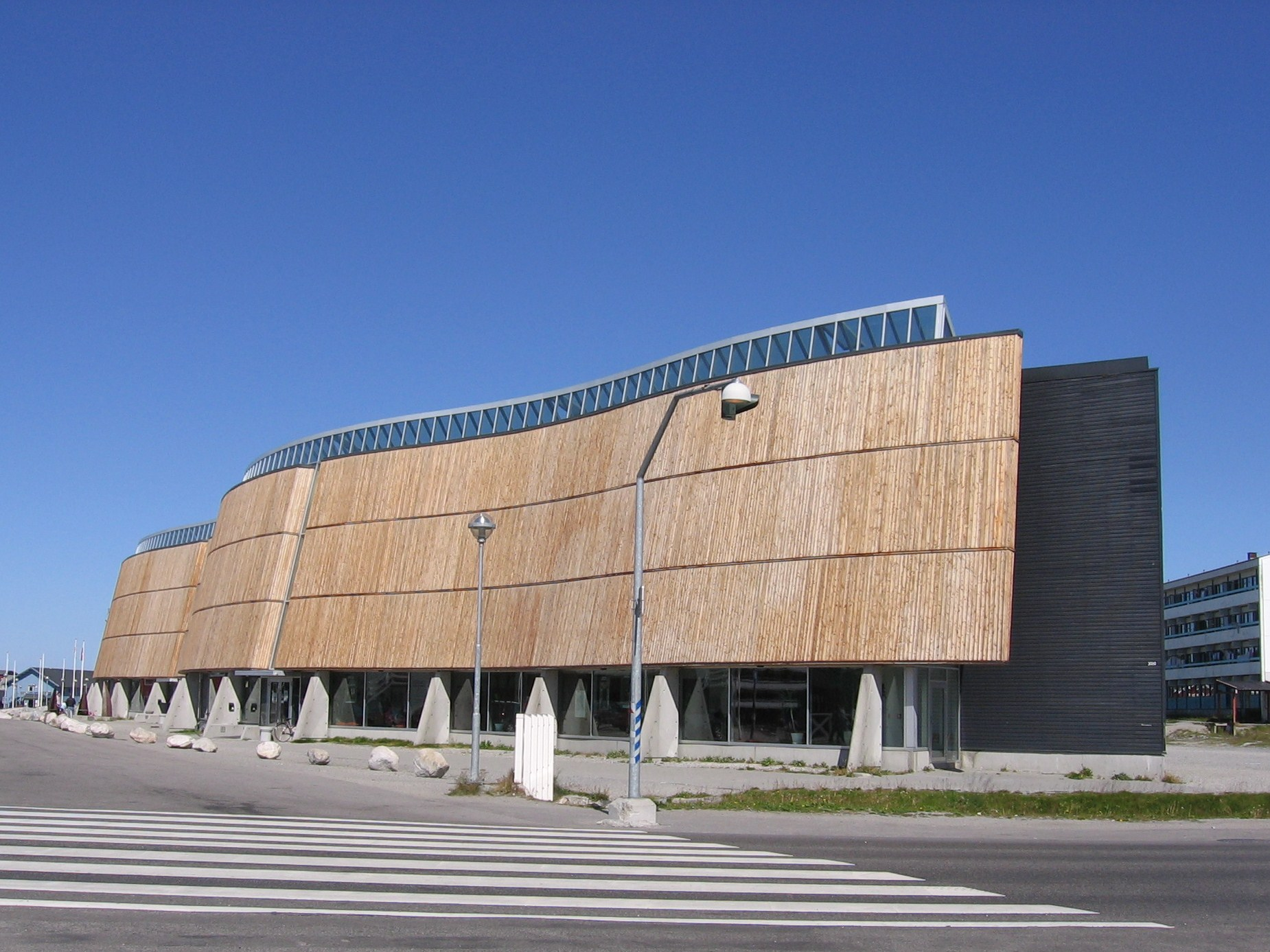
Centre cultural de Katuaq a Nuuk

La cultura de Groenlàndia va començar amb la colonització durant el segon mil·lenni aC per la Cultura Dorset, poc després del final de l'era glacial.
Al segle x, els vikings islandesos i noruecs es van establir al sud de l'illa, mentre que la cultura Thule Inuit es va introduir al nord de l'illa i es va expandir cap al sud.
La cultura inuit va dominar l'illa des del final de l'edat mitjana fins a la recolonització a principis del segle xviii, quan es va reintroduir la cultura europea.
Avui, la cultura groenlandesa és una combinació de la tradició inuit (Kalaallit) i la cultura escandinava. Inuit o kalaallit, la cultura té una forta tradició artística, que data de milers d'anys. Els kalaallit són coneguts per una forma d'art de figures anomenades tupilak o un "objecte d'esperit". Les pràctiques tradicionals d'art es desenvolupen a l'Ammassalik. El catxalot segueix sent un mitjà valorat per a la talla.
Groenlàndia també té una cultura musical reeixida, encara que petita. Algunes de les bandes i artistes populars de Groenlàndia són Sumé (rock clàssic), Chilly Friday (rock), Nanook (rock), Siissisoq (rock), Nuuk Posse (hip-hop) i Rasmus Lyberth (folk), que va actuar representant Dinamarca al Festival de la Cançó de l'Eurovisió del 1979, cantant en groenlandès. El cantautor Simon Lynge és el primer artista musical de Groenlàndia que tingui un àlbum estrenat al Regne Unit i que actuï al Festival de Glastonbury del Regne Unit. La cultura musical de Groenlàndia també inclou música inuit tradicional, que principalment gira al voltant del cant i la percussió.

### Esports
Els esports són una part important de la cultura de Groenlàndia, ja que la població és generalment activa. Els principals esports tradicionals a Groenlàndia són els esports àrtics, una forma de lluita que es va originar a l'època medieval.
Els esports populars són el futbol, l'atletisme, handbol i l'esquí. L'handbol es sovint considerat l'esport nacional, i l'equip nacional masculí de Groenlàndia va ser classificat entre els 20 primers del món l'any 2001. Les dones groenlandeses sobresurten en futbol en relació amb la grandària del país.
Groenlàndia té unes condicions excel·lents per practicar l'esquí, la pesca, el surf de neu, l'escalada en gel i l'escalada, tot i que el públic en general prefereix l'alpinisme i el senderisme. Encara que el medi ambient del país és generalment poc adequat per al golf, hi ha camps de golf a l'illa. Groenlàndia va acollir una biennal internacional per segona vegada l'any 2016, que és l'esdeveniment multi-esportiu i cultural més gran del món per als joves de l'Àrtida

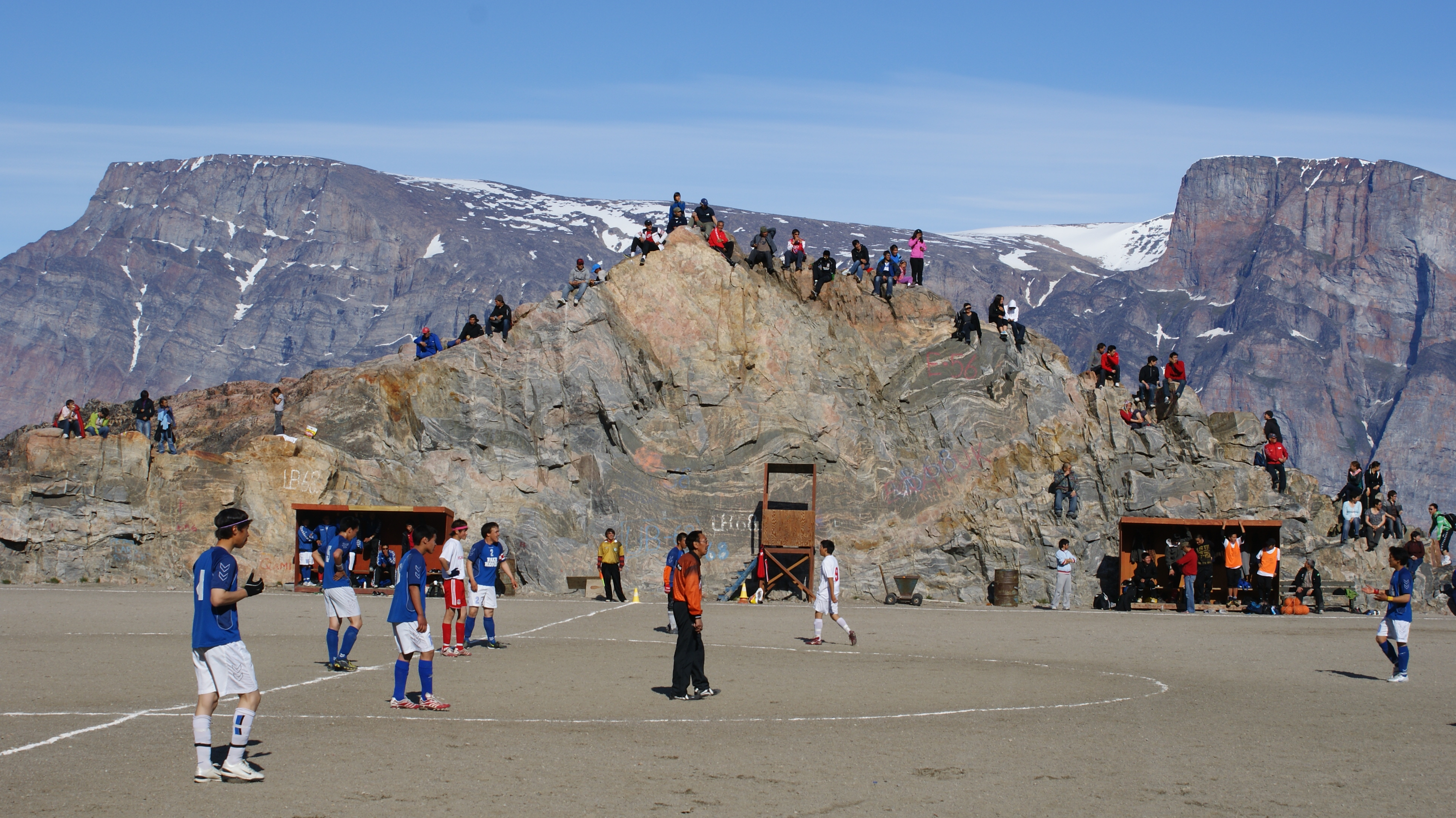
Un camp de futbol a Uummannaq

El futbol és l'esport nacional de Groenlàndia. L'organisme de govern, l'Associació de Futbol de Groenlàdia (en groenlandès, Kalaallit Nunaanni Arsaattartut Kattuffiat), encara no és membre de la FIFA a causa dels desacords pel lideratge de la FIFA i la incapacitat per fer créixer gespa per a la regulació de les bases de gespa dels estadis. No obstant això, és 17è membre de l'NF-Board. El programa de l'objectiu de la FIFA va patrocinar l'estadi de Qaqortoq a Qaqortoq, que compta amb un terreny de gespa artificial.
L'associació esportiva més antiga de Groenlàndia és la Federació d'Esquí de Groenlàndia (GIF), fundada el 1969, quan el llavors president del GIF, Daniel Switching, va tenir la iniciativa de fundar federacions i instituir reformes. La Federació d'Esquí de Groenlàndia es divideix en comitès de selecció alpina i cross-country. La federació no és membre de la Federació Internacional d'Esquí (FIS), però els esquiadors de Groenlàndia van participar en els Jocs Olímpics i els Campionats del Món sota la bandera danesa als Jocs de 1968, 1994, 1998 i 2014.
Groenlàndia va participar en el campionat mundial d'handbol masculí de 2007 a Alemanya, acabant el 22è de 24 equips nacionals.
Groenlàndia competeix en els Jocs Islandesos biennals, així com en els Jocs Olímpics de l'Hivern Àrtic (AWG). El 2002, Nuuk va acollir el GTE conjuntament amb Iqaluit, Nunavut. El 1994 i de nou el 2002 van guanyar el Trofeu Hodgson pel seu joc net.

## Transports
El transport aeri existeix tant dins de Groenlàndia com entre l'illa i altres països. També hi ha un trànsit programat de vaixells, tot i que les llargues distàncies condueixen a llargs viatges que són poc freqüentats. No hi ha camins entre les ciutats perquè la costa té molts fiords que requeririen un servei de ferri per connectar una xarxa de carreteres. A més, la manca d'agricultura, silvicultura i activitats semblants al camp ha significat que s'hagin construït molt pocs camins rurals.

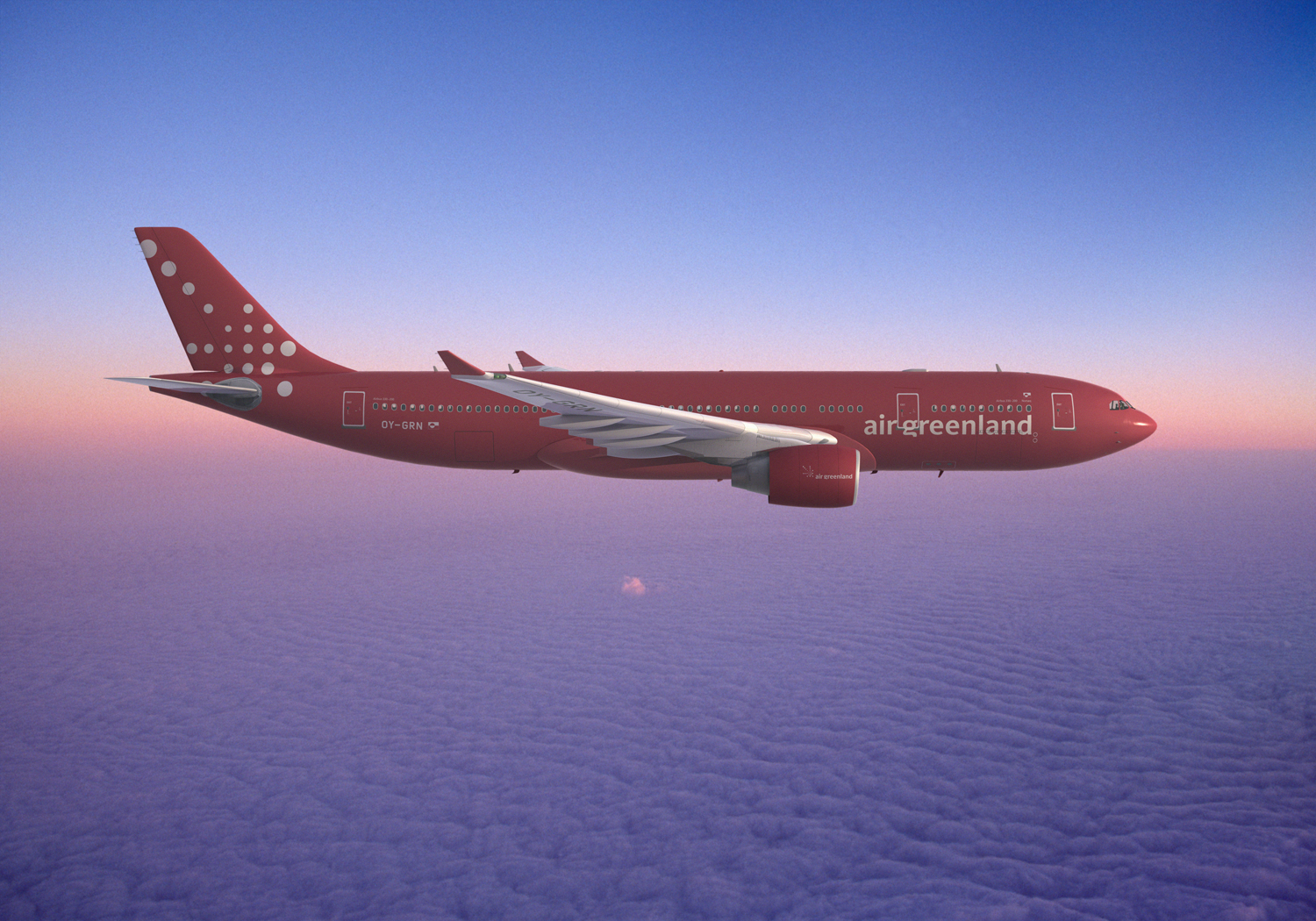
Airbus A330-200 d'Air Greenland en vol

Tots els assumptes d'aviació civil són manejats per l'Autoritat de Transport de Dinamarca. La majoria dels aeroports, inclòs l'aeroport de Nuuk, tenen pistes curtes i només poden ser utilitzats per avions especials força petits de vols curts. L'aeroport de Kangerlussuaq, a uns 100 quilòmetres terra endins de la costa oest, és el principal aeroport de Groenlàndia i el centre de vols nacionals. Els vols intercontinentals connecten principalment amb Copenhaguen. Els viatges entre destinacions internacionals (excepte Islàndia) i qualsevol ciutat de Groenlàndia requereixen un canvi d'avió.
Air Iceland duu a terme vols de Reykjavík a diversos aeroports de Groenlàndia, i la companyia promou el servei com una opció de viatge d'un dia des d'Islàndia per als turistes. D'altra banda, els vols són gestionats per l'aerolínia domèstica Air Greenland.
No hi ha vols directes als Estats Units o el Canadà, encara que va haver-hi vols Kangerlussuaq - Baltimore, i Nuuk - Iqaluit, que van ser cancel·lats per l'escassetat de passatgers i les pèrdues financeres. L'alternativa a aquest servei desaparegut és Air Iceland/Icelandair, que amb un canvi d'avió a Islàndia duen a ambdós països nord-americans.
Des de Catalunya, la manera més ràpida i eficaç d'arribar a l'illa és a través de Vueling Airlines, que duu a terme vols directes tot l'any de l'aeroport de Barcelona-El Prat a l'aeroport de Copenhaguen (Dinamarca), amb una durada d'unes tres hores. Des de la capital danesa, Air Greenland duu a terme vols directes cap a l'aeroport de Kangerlussuaq, amb una durada de gairebé 5 hores, des del qual es pot arribar a Nuuk agafant un altre vol de 50 minuts de durada.
Els transbordadors costaners s'encarreguen del transport marítim de passatgers i mercaderies, i són operats per Arctic Umiaq Line. Fan un únic viatge d'anada i tornada a la setmana, i triguen 80 hores en cada direcció.

## Municipis i assentaments
- Aasiaat
- Arsuk
- Tiniteqilaaq
- Tasiilaq
- Pituffik
- Oqaatsut
- Nuussuaq
- Naajaat
- Akunnaaq
- Ammassivik
- Atammik
- Eqalugaarsuit
- Itilleq
- Kangaamiut
- Kangerluk
- Kullorsuaq
- Kulusuk
- Kuummiut
- Ilimanaq
- Qassimiut
- Innaarsuit
- Isortoq
- Kapisillit